# Bahnstrecke Crailsheim–Königshofen
| Streckennummer (DB): | 4953 (Crailsheim–ehem. Infrastrukturgrenze) 4922 (Königshofen–ehem. Infrastrukturgrenze) |                                                 |                                                 |
| Kursbuchstrecke (DB): | 782                                                                                      |                                                 |                                                 |
| Kursbuchstrecke: | 324b (1946)                                                                              |                                                 |                                                 |
| Streckenlänge: | 66,390 km                                                                                |                                                 |                                                 |
| Spurweite: | 1435 mm (Normalspur)                                                                     |                                                 |                                                 |
| Streckenklasse: | D4                                                                                       |                                                 |                                                 |
| Maximale Neigung: | 14 ‰                                                                                     |                                                 |                                                 |
| Streckengeschwindigkeit: | 100 km/h                                                                                 |                                                 |                                                 |
| Zugbeeinflussung: | PZB                                                                                      |                                                 |                                                 |
| |                                                                                          |                                                 |                                                 |
| \| \| \| von Goldshöfe \| \| \| \| \| von Heilbronn \| \| \| \| 0,000 \| Crailsheim \| 409 m \| \| \| 0,386 \| Jagst (99 m) \| Jagst (99 m) \| \| \| \| nach Nürnberg \| \| \| \| 4,200 \| Satteldorf Ort[1] \| Satteldorf Ort[1] \| \| \| 5,074 \| Satteldorf \| 423 m \| \| \| 9,080 \| Wallhausen (Württ) \| 440 m \| \| \| 14,462 \| Rot am See \| 418 m \| \| \| \| Brettach \| \| \| \| 16,200 \| Brettenfeld \| Brettenfeld \| \| \| \| Blaubach \| \| \| \| \| von Langenburg \| \| \| \| 22,211 \| Blaufelden \| 462 m \| \| \| 26,800 \| Kälberbach \| 477 m \| \| \| 29,097 \| Schrozberg \| 459 m \| \| \| 34,400 \| Oberstetten \| Oberstetten \| \| \| 37,800 \| Niederstettener Tunnel (273 m) \| Niederstettener Tunnel (273 m) \| \| \| 38,569 \| Niederstetten \| 327 m \| \| \| 40,900 \| Vorbachzimmern \| Vorbachzimmern \| \| \| 44,664 \| Laudenbach (Württ) \| 265 m \| \| \| 47,875 \| Weikersheim (Keilbahnhof) \| 236 m \| \| \| \| nach Ochsenfurt \| \| \| \| 49,263 \| Tauber (105 m) \| Tauber (105 m) \| \| \| 50,674 \| Elpersheim \| 223 m \| \| \| 53,538 \| Markelsheim \| 215 m \| \| \| 55,962 \| Igersheim \| 209 m \| \| \| 57,800 \| Kurpark (bis 1940: Karlsbad) \| Kurpark (bis 1940: Karlsbad) \| \| \| 58,330 \| Tauber (107 m) \| Tauber (107 m) \| \| \| 58,993 \| Bad Mergentheim \| 205 m \| \| \| 60,2816,109 \| ehem. Infrastrukturgrenze K.W.St.E. / Bad.St.B. \| ehem. Infrastrukturgrenze K.W.St.E. / Bad.St.B. \| \| \| 3,910 \| Edelfingen \| 203 m \| \| \| 2,500 \| ehem. Landesgrenze Württemberg / Baden \| ehem. Landesgrenze Württemberg / Baden \| \| \| 2,400 \| Unterbalbach \| Unterbalbach \| \| \| \| von Stuttgart \| \| \| \| 0,000 \| Königshofen (Baden) \| 192 m \| \| \| \| nach Würzburg \| \| \| \| \| \| \| \| Quellen: [2][3] \| \| \| \| |                                                                                          |                                                 |                                                 |
| Strecke |                                                                                          | von Goldshöfe                                   | von Goldshöfe                                   |
| Abzweig geradeaus und von links |                                                                                          | von Heilbronn                                   | von Heilbronn                                   |
| Bahnhof | 0,000                                                                                    | Crailsheim                                      | 409 m                                           |
| Brücke über Wasserlauf | 0,386                                                                                    | Jagst (99 m)                                    | Jagst (99 m)                                    |
| Abzweig geradeaus und nach rechts |                                                                                          | nach Nürnberg                                   | nach Nürnberg                                   |
| ehemaliger Haltepunkt / Haltestelle | 4,200                                                                                    | Satteldorf Ort                                  | Satteldorf Ort                                  |
| Bahnhof | 5,074                                                                                    | Satteldorf                                      | 423 m                                           |
| Haltepunkt / Haltestelle | 9,080                                                                                    | Wallhausen (Württ)                              | 440 m                                           |
| Bahnhof | 14,462                                                                                   | Rot am See                                      | 418 m                                           |
| Brücke über Wasserlauf |                                                                                          | Brettach                                        | Brettach                                        |
| ehemaliger Haltepunkt / Haltestelle | 16,200                                                                                   | Brettenfeld                                     | Brettenfeld                                     |
| Brücke über Wasserlauf |                                                                                          | Blaubach                                        | Blaubach                                        |
| Abzweig geradeaus und ehemals von links |                                                                                          | von Langenburg                                  | von Langenburg                                  |
| Bahnhof | 22,211                                                                                   | Blaufelden                                      | 462 m                                           |
| ehemaliger Haltepunkt / Haltestelle | 26,800                                                                                   | Kälberbach                                      | 477 m                                           |
| Bahnhof | 29,097                                                                                   | Schrozberg                                      | 459 m                                           |
| ehemaliger Haltepunkt / Haltestelle | 34,400                                                                                   | Oberstetten                                     | Oberstetten                                     |
| Tunnel | 37,800                                                                                   | Niederstettener Tunnel (273 m)                  | Niederstettener Tunnel (273 m)                  |
| Bahnhof | 38,569                                                                                   | Niederstetten                                   | 327 m                                           |
| ehemaliger Haltepunkt / Haltestelle | 40,900                                                                                   | Vorbachzimmern                                  | Vorbachzimmern                                  |
| Haltepunkt / Haltestelle | 44,664                                                                                   | Laudenbach (Württ)                              | 265 m                                           |
| Bahnhof | 47,875                                                                                   | Weikersheim (Keilbahnhof)                       | 236 m                                           |
| Abzweig geradeaus und ehemals nach rechts |                                                                                          | nach Ochsenfurt                                 | nach Ochsenfurt                                 |
| Brücke über Wasserlauf | 49,263                                                                                   | Tauber (105 m)                                  | Tauber (105 m)                                  |
| Haltepunkt / Haltestelle | 50,674                                                                                   | Elpersheim                                      | 223 m                                           |
| Bahnhof | 53,538                                                                                   | Markelsheim                                     | 215 m                                           |
| Haltepunkt / Haltestelle | 55,962                                                                                   | Igersheim                                       | 209 m                                           |
| ehemaliger Haltepunkt / Haltestelle | 57,800                                                                                   | Kurpark (bis 1940: Karlsbad)                    | Kurpark (bis 1940: Karlsbad)                    |
| Brücke über Wasserlauf | 58,330                                                                                   | Tauber (107 m)                                  | Tauber (107 m)                                  |
| Bahnhof | 58,993                                                                                   | Bad Mergentheim                                 | 205 m                                           |
| Wechsel des Eisenbahninfrastrukturunternehmens | 60,2816,109                                                                              | ehem. Infrastrukturgrenze K.W.St.E. / Bad.St.B. | ehem. Infrastrukturgrenze K.W.St.E. / Bad.St.B. |
| Haltepunkt / Haltestelle | 3,910                                                                                    | Edelfingen                                      | 203 m                                           |
| ehemalige Grenze | 2,500                                                                                    | ehem. Landesgrenze Württemberg / Baden          | ehem. Landesgrenze Württemberg / Baden          |
| ehemaliger Haltepunkt / Haltestelle | 2,400                                                                                    | Unterbalbach                                    | Unterbalbach                                    |
| Abzweig geradeaus und von links |                                                                                          | von Stuttgart                                   | von Stuttgart                                   |
| Bahnhof | 0,000                                                                                    | Königshofen (Baden)                             | 192 m                                           |
| Strecke |                                                                                          | nach Würzburg                                   | nach Würzburg                                   |
| |                                                                                          |                                                 |                                                 |
| Quellen: |                                                                                          |                                                 |                                                 |

Die Bahnstrecke Crailsheim–Königshofen ist eine eingleisige, nicht elektrifizierte Hauptbahn in Baden-Württemberg. Sie beginnt in Crailsheim im Landkreis Schwäbisch Hall, führt über östliche Teile der Hohenloher und Haller Ebene, dann das Blaubachtal hinauf und das Vorbachtal hinab bis nach Weikersheim im Main-Tauber-Kreis, woraufhin sie entlang der namengebenden Tauber bis nach Königshofen weiterläuft. Sie ist Teil der Taubertalbahn.
Der südliche Teil der Strecke wurde von den Königlich Württembergischen Staats-Eisenbahnen, der nördliche Teil von den Großherzoglich Badischen Staatseisenbahnen errichtet. Aus diesem Grund besteht die Verbindung bis heute administrativ aus zwei Strecken, die in der Nähe der früheren Landesgrenze aneinanderstoßen.

## Geschichte

Ausfahrt aus Bad Mergentheim nach Crailsheim

Nach Abschluss eines badisch-württembergischen Staatsvertrags am 31. März 1864 und württembergischen Gesetzerlass vom 13. August 1865 begannen die Bauarbeiten für die Strecke im August 1868 auf dem Abschnitt Crailsheim–Mergentheim, der fast 16 Millionen Gulden kostete. Die Eröffnungsfeierlichkeiten fanden am 18. Oktober 1868 in Mergentheim statt, am 23. Oktober 1869 nahmen Württemberg und Baden ihre jeweiligen Teilstrecken schließlich gemeinsam in Betrieb.
Während des Zweiten Weltkrieges blieb die Strecke mit Ausnahme von kleineren Zerstörungen in Crailsheim von Angriffen verschont.
Beim Eisenbahnunfall von Schrozberg stießen am 11. Juni 2003 zwei Regional-Express-Züge zusammen. Dabei wurden sechs Menschen getötet und 25 weitere verletzt.
Im Jahr 2003 begannen umfangreiche Umbau- und Modernisierungsmaßnahmen an der Strecke, so wurde das Gleisbett teilweise gereinigt, neue Gleise verlegt, Bahnübergänge erneuert und ein eingebrochener Bahndamm bei Laudenbach wiederhergestellt. Dafür wurden circa 15 Millionen Euro aufgewendet. Von Oktober 2009 bis März 2010 wurde der Niederstettener Tunnel unter Vollsperrung für fast fünf Millionen Euro aufwendig saniert und gleichzeitig die Strecke zwischen Niederstetten und Schrozberg überholt.
Bis 2025 soll die Sicherheitstechnik modernisiert werden. Alle mechanischen Stellwerke sollen durch die Bedienzentrale in Niederstetten ersetzt werden. Gleichzeitig werden auch die Bahnsteige modernisiert. Begonnen wurde mit dem Umbau in Niederstetten und Schrozberg.

## Betriebsstellen

### Crailsheim

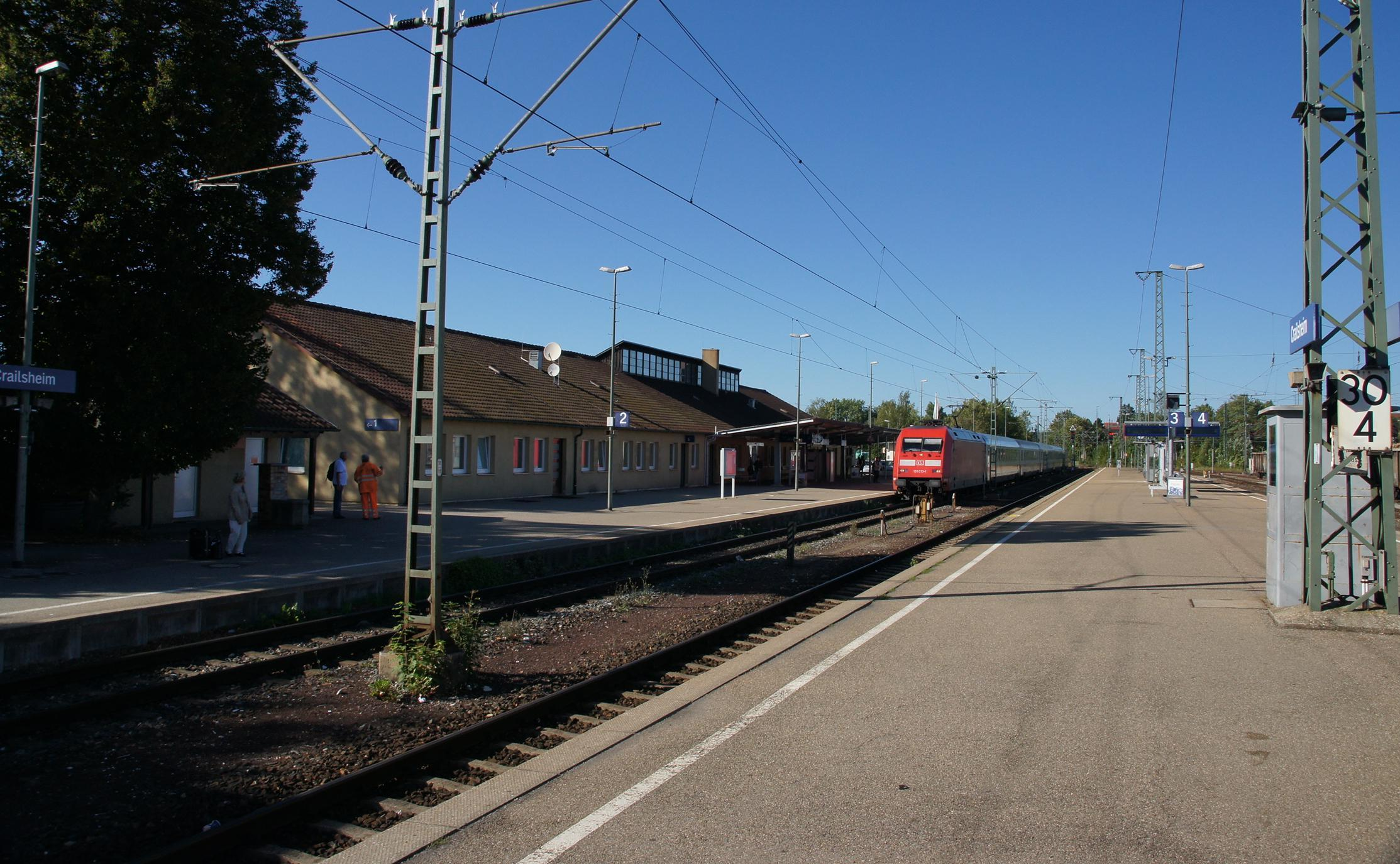
Bahnhof Crailsheim

Der Bahnhof Crailsheim befindet sich an der Straße Zum Bahnhof (⊙) in Crailsheim. Er wurde im Jahre 1866 errichtet und ist ein Kreuzungsbahnhof, an dem vier Bahnstrecken zusammenlaufen. Durch den bayerisch-württembergischen Staatsvertrag wurde Crailsheim im Jahre 1868 zum Grenzbahnhof und gewann dadurch zusätzlich an Wichtigkeit. 1945 wurde der Bahnhof am Ende des Zweiten Weltkriegs komplett zerstört und in der Folge provisorisch wieder aufgebaut. In den 1970er Jahren erhielt der Bahnhof sein heutiges Erscheinungsbild.

### Satteldorf
Der Bahnhof Satteldorf wird seit 10. September 2007 wieder im Personenverkehr bedient, nachdem dort 22 Jahre lang keine Reisezüge mehr hielten.

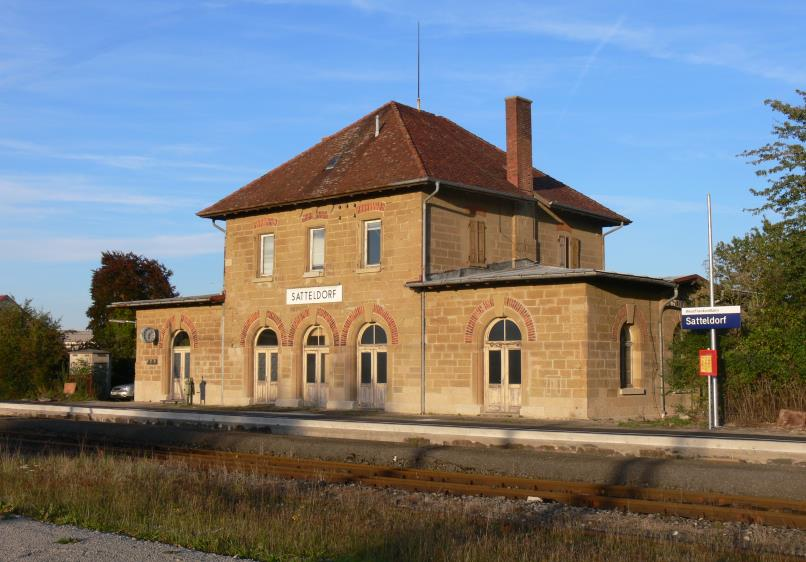
Bahnhof Satteldorf, 2007

### Wallhausen
Eine Interessengemeinschaft kämpfte nach dem Erfolg in Satteldorf auch für die Reaktivierung des Haltepunkts Wallhausen (Württ), die nach mehreren Verzögerungen zum 15. Dezember 2013 erfolgte.

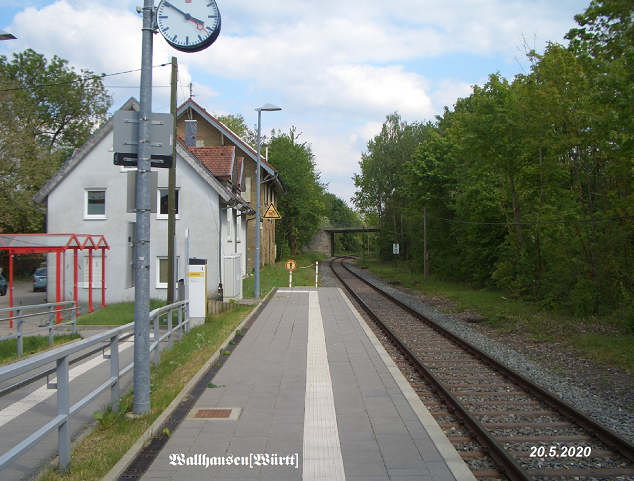
Hp

### Rot am See

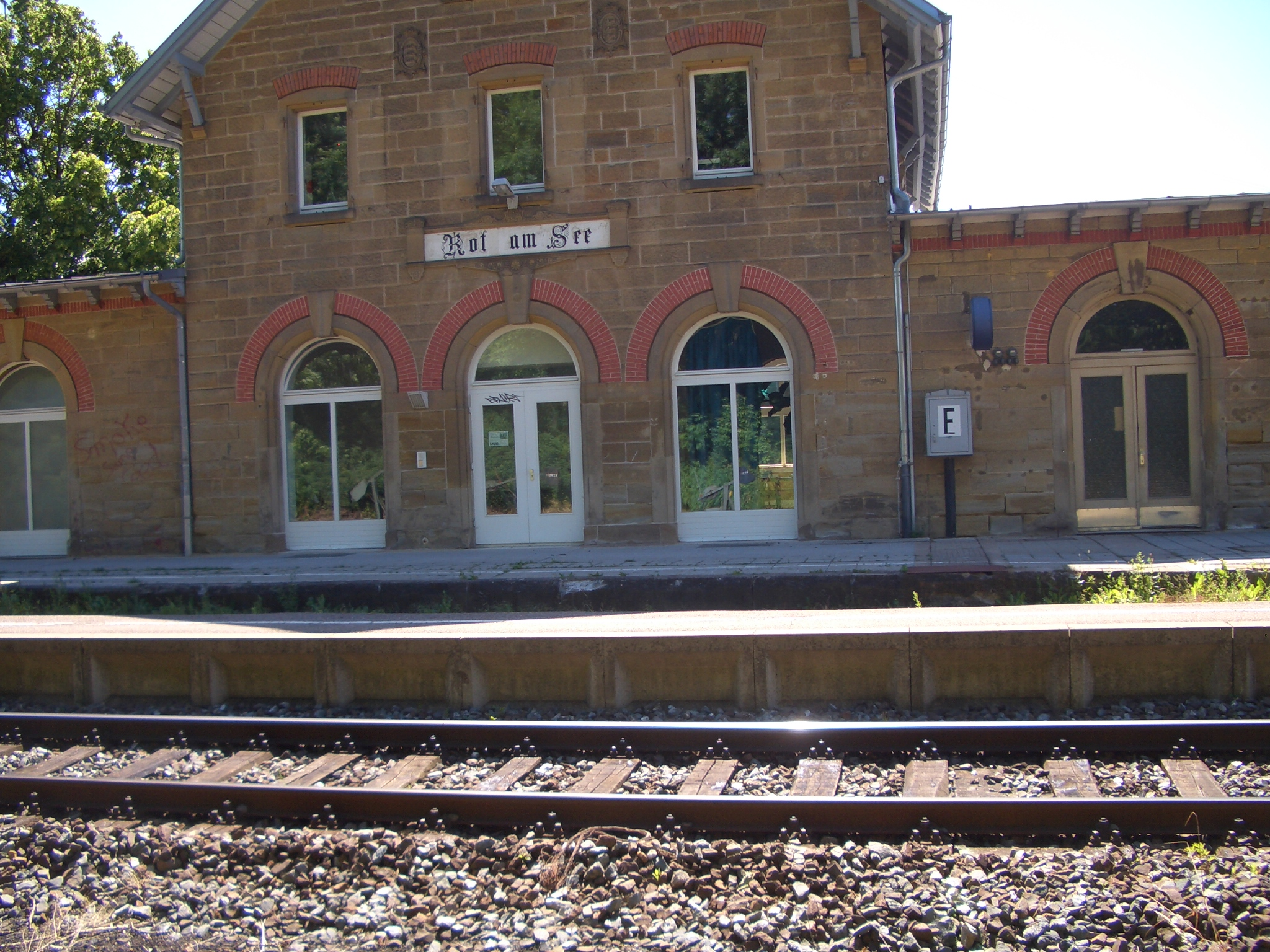
Bahnhof Rot am See, 2013
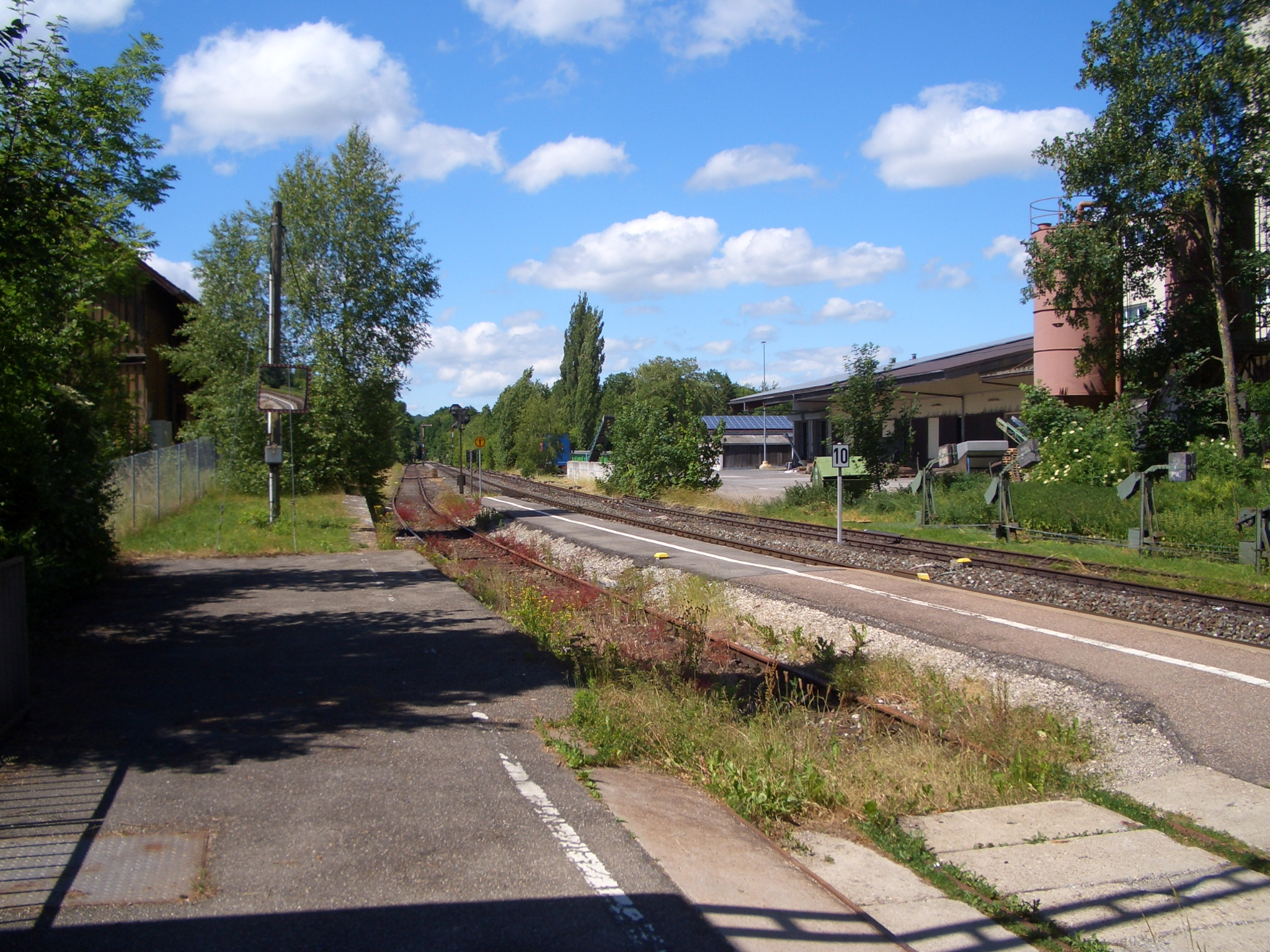
Gleise
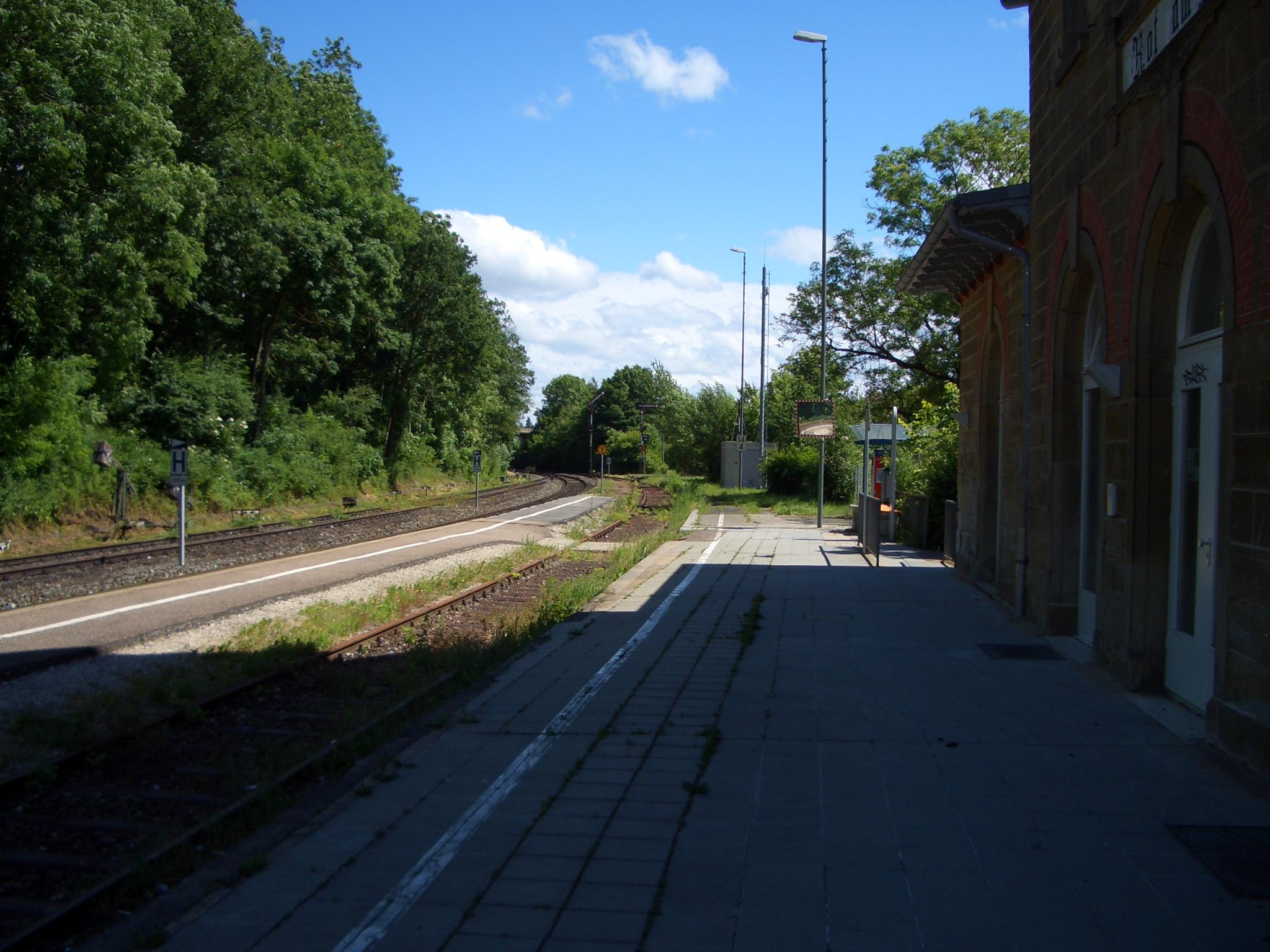
Bahnsteig 1

### Brettenfeld
In Brettenfeld bestand ein inzwischen aufgelassener Haltepunkt bei Bahn-km 16,2. Früher gab es auch einen Schrankenposten in Brettenfeld, der als Agentur betrieben wurde.

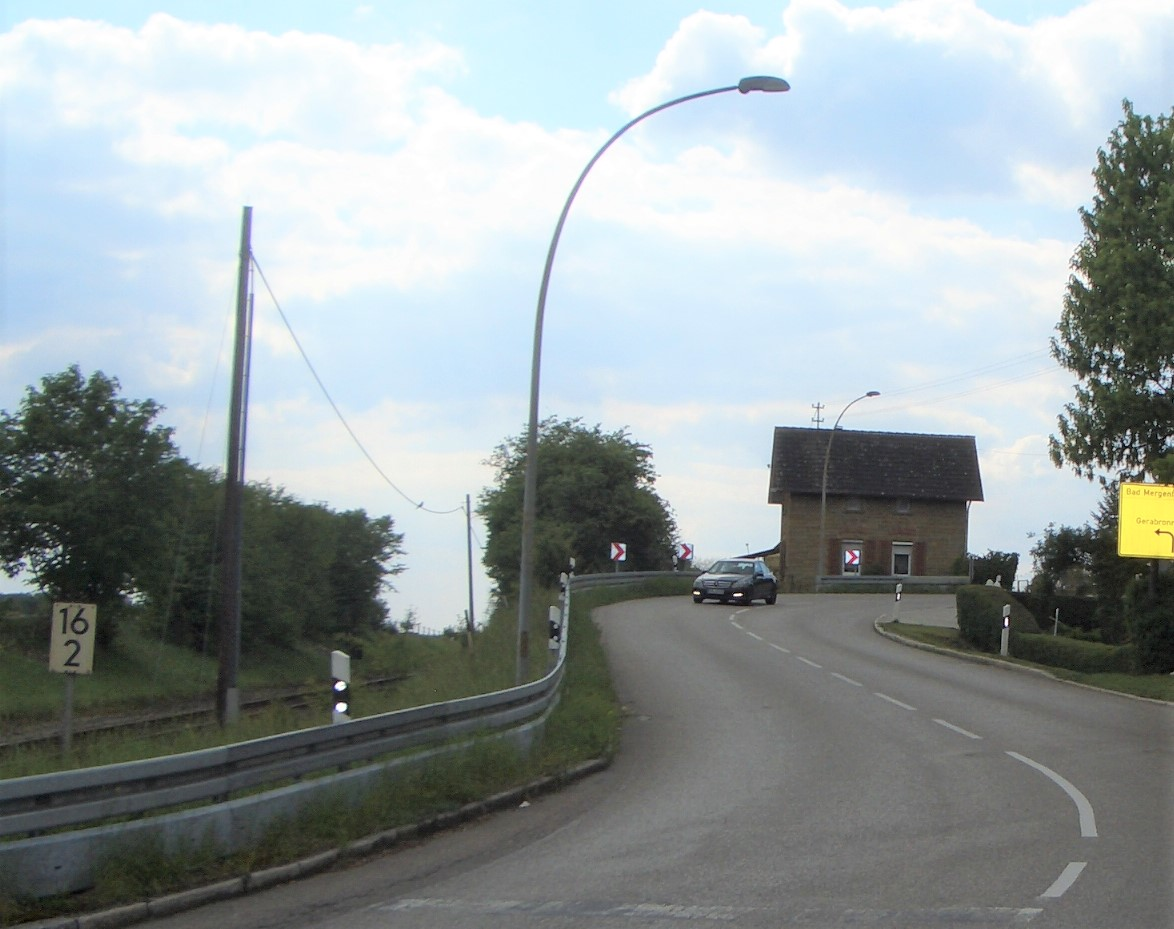
BÜ

### Blaufelden
Im Bahnhof Blaufelden zweigte von 1900 bis 1996 die etwa 12 Kilometer lange Bahnstrecke nach Langenburg ab. Der Personenverkehr auf der Nebenbahn wurde bereits 1963 eingestellt. Das Empfangsgebäude in Blaufelden wurde 2013 versteigert und anschließend renoviert.

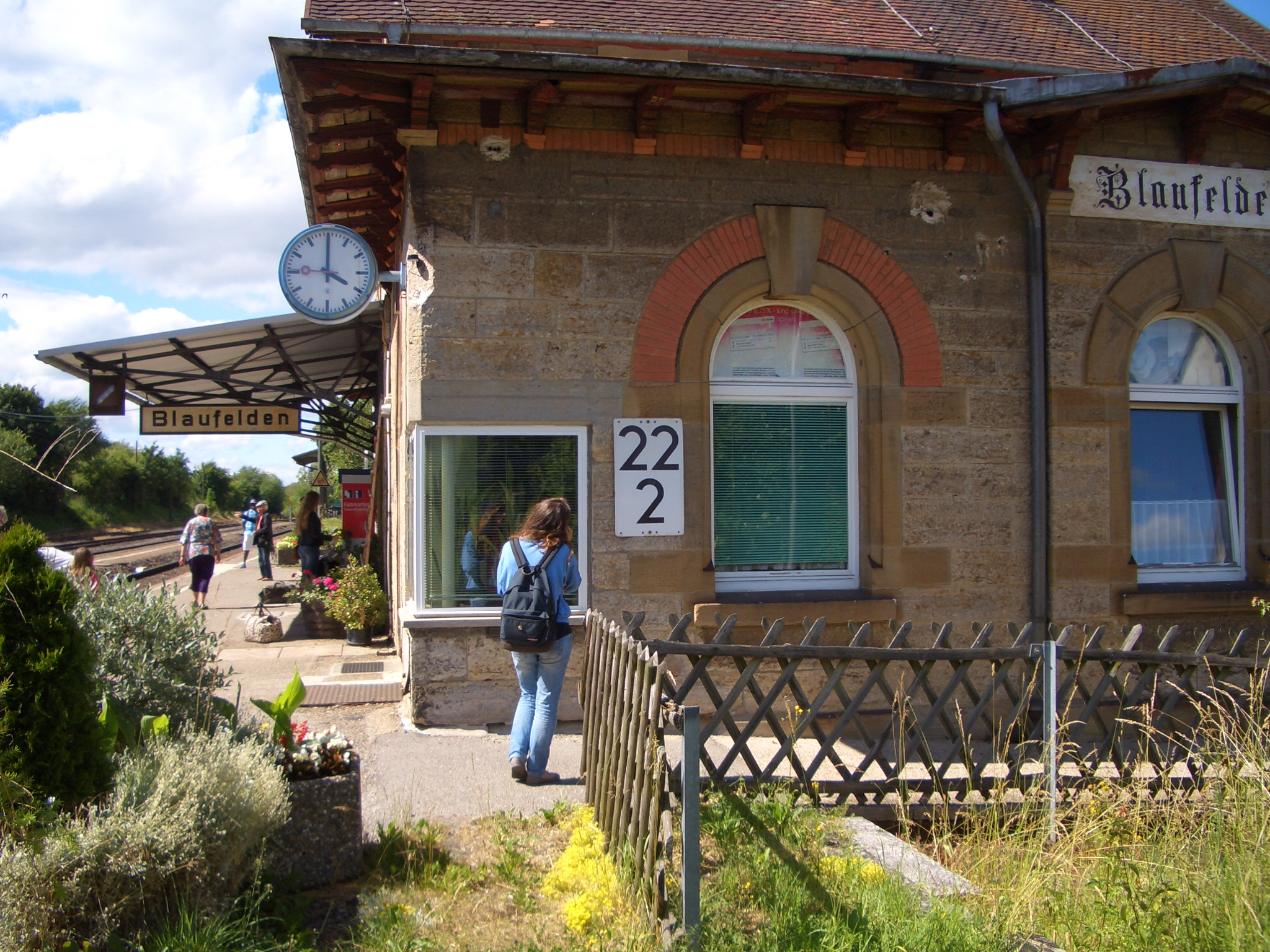
Blaufelden
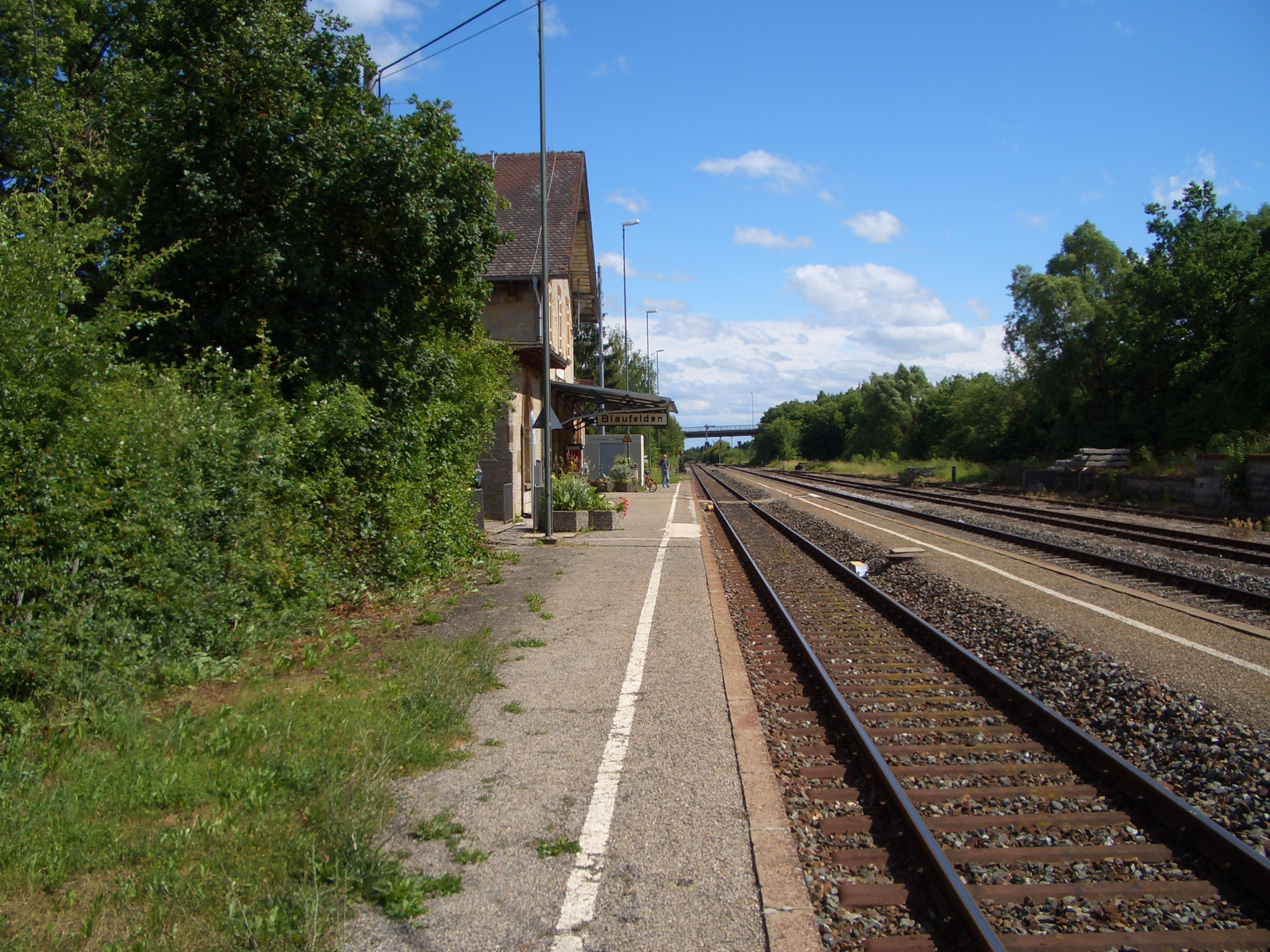
Gleisanlagen in Richtung Rot am See
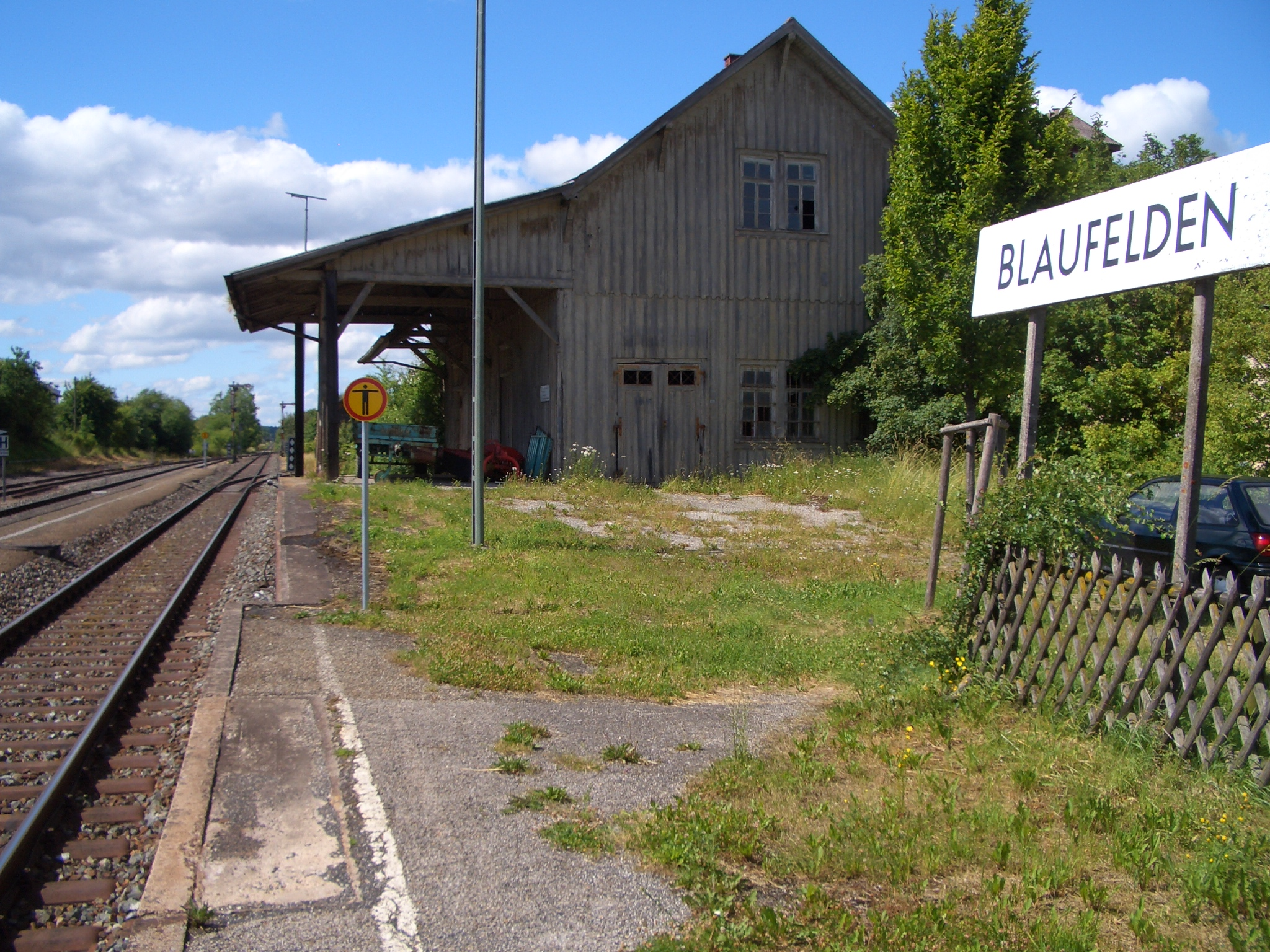
Ehemalige Güterabfertigung

### Kälberbach
In Kälberbach bestand ein inzwischen aufgelassener Haltepunkt bei Bahn-km 26,8. Früher gab es auch einen Schrankenposten in Kälberbach, der als Agentur betrieben wurde.

### Schrozberg

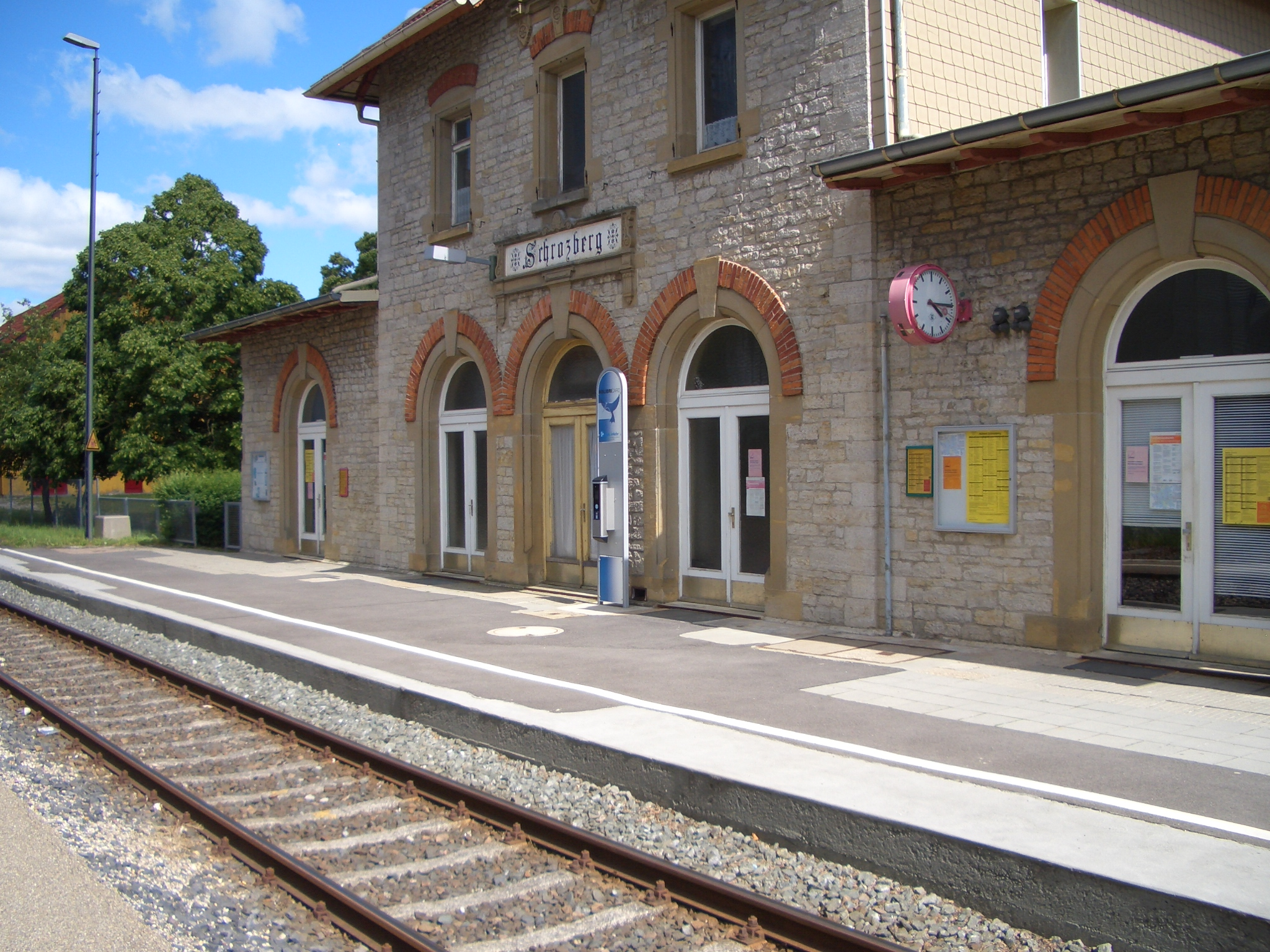
Bahnhof Schrozberg, 2013
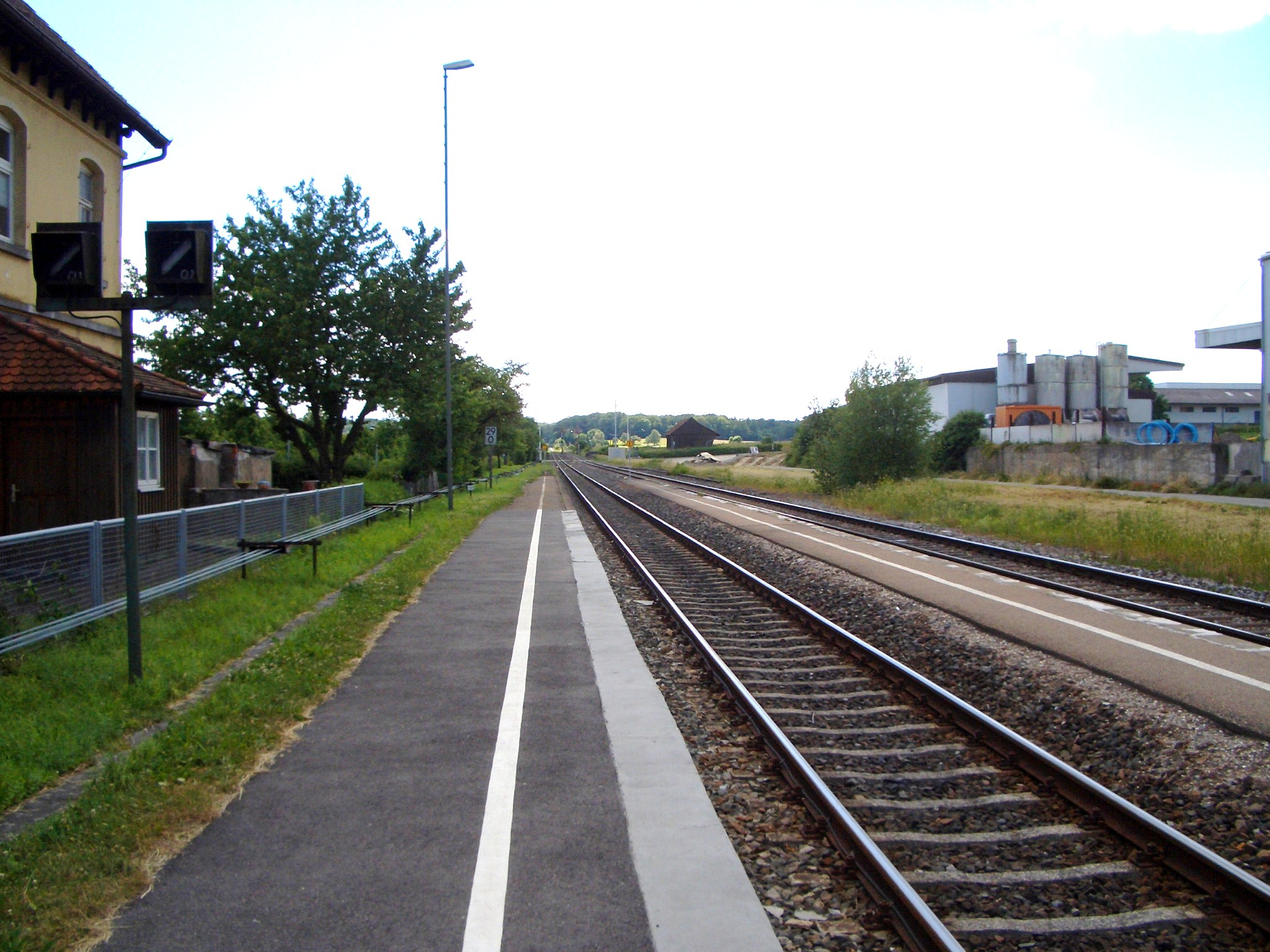
Blick Richtung Blaufelden
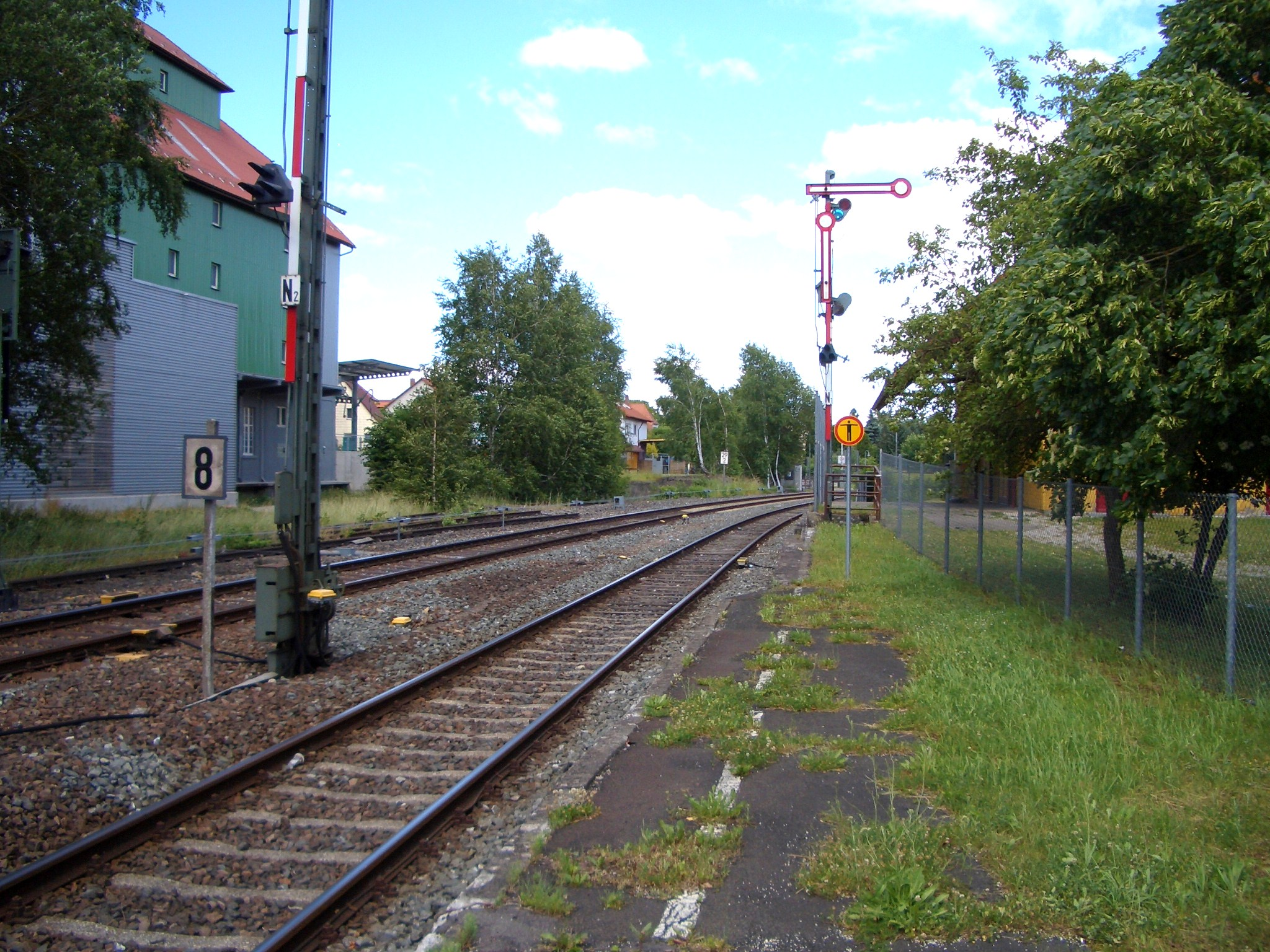
Blick Richtung Niederstetten

### Oberstetten
In Oberstetten wurde im Jahre 1902 ein Haltepunkt errichtet. Der inzwischen aufgelassene Haltepunkt befand sich bei Bahn-km 34,4. Früher gab es auch einen Schrankenposten in Oberstetten, der als Agentur betrieben wurde.

### Niederstetten
In Niederstetten fanden 2019 umfangreiche Umbauarbeiten im Bahnhofsgebäude und am Stellwerk statt.

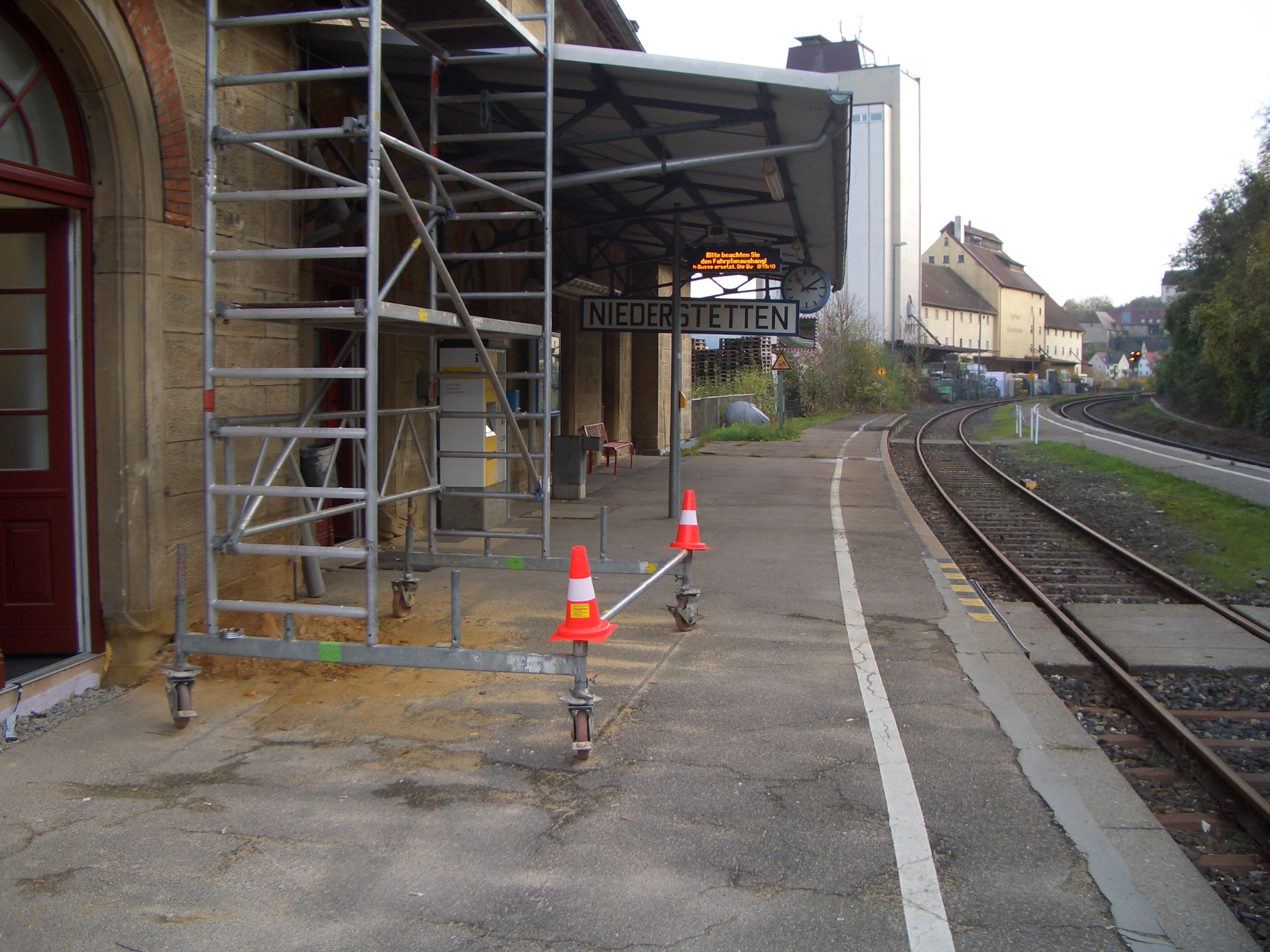
Baustelle Niederstetten, 2019
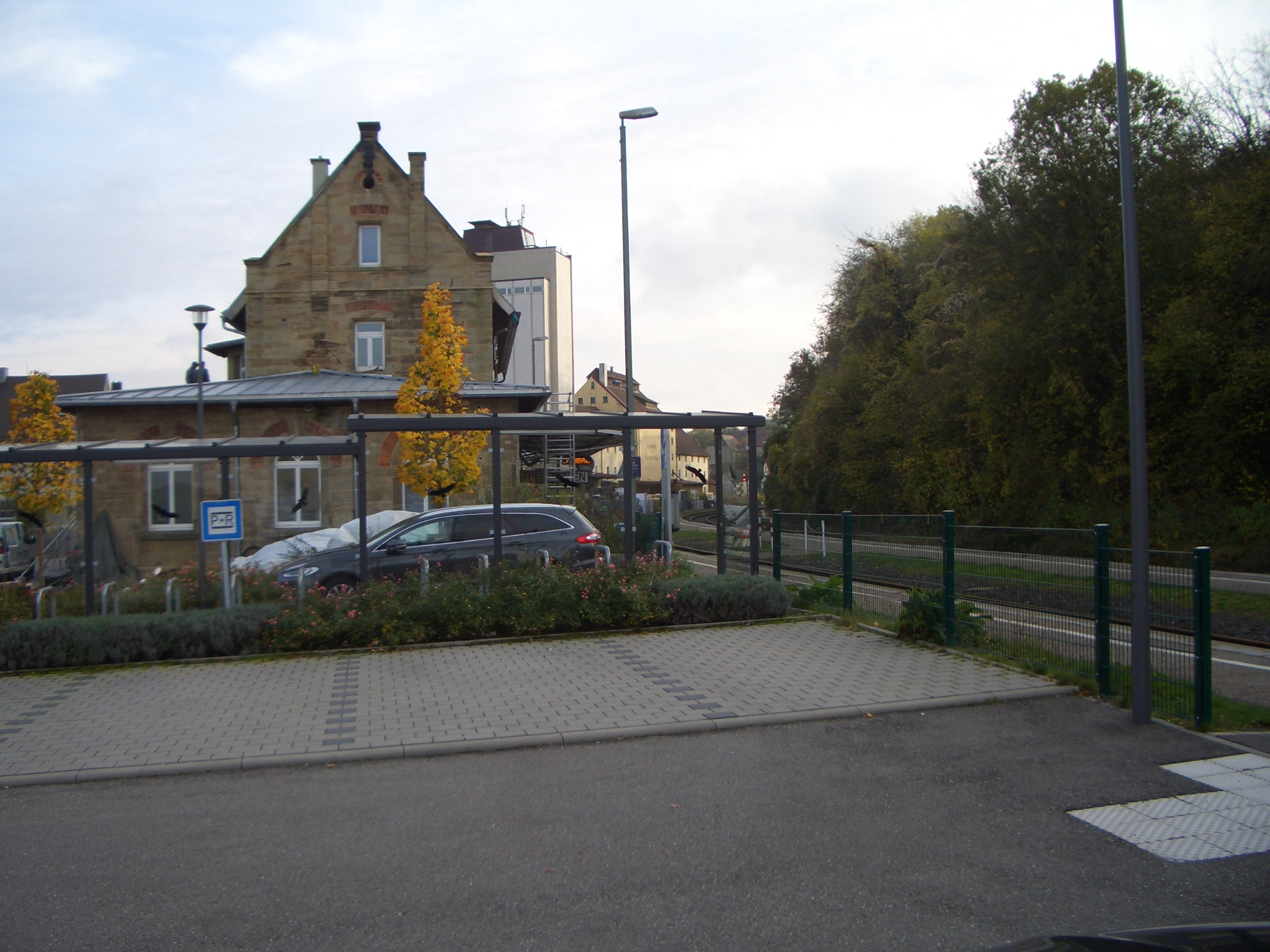
Fertige Parkplätze
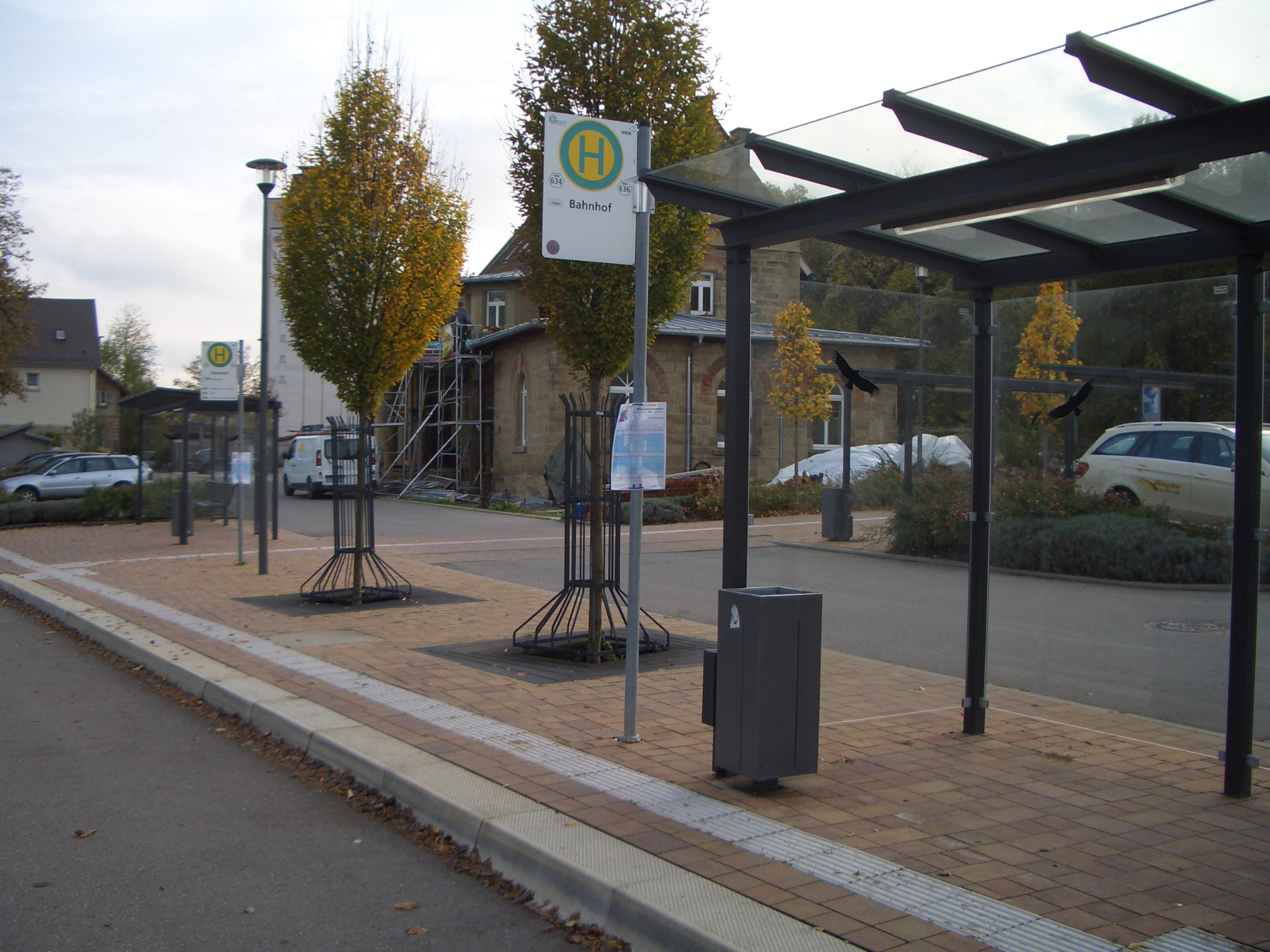
Bushaltestellen vor dem Bahnhof

### Vorbachzimmern
In Vorbachzimmern bestand ein inzwischen aufgelassener Haltepunkt bei Bahn-km 40,9. Dieser wurde um das Jahr 1900 errichtet. Früher gab es auch einen Schrankenposten in Vorbachzimmern, der als Agentur betrieben wurde.

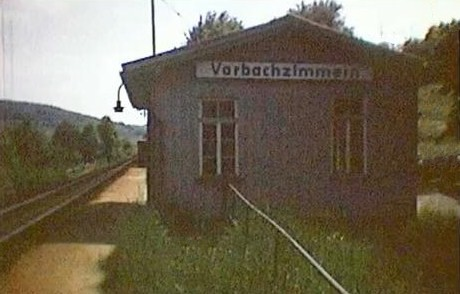
Hp

### Laudenbach
Der ehemalige Bahnhof Laudenbach (Württ) wurde mittlerweile zum Haltepunkt zurückgebaut. Er befindet sich in der Bahnstraße (⊙) in Laudenbach im Vorbachtal, einem linken Seitental des Taubertals. Nach dem nächsten Halt in Weikersheim verläuft die Bahnstrecke weiter entlang des Taubertals. Er hatte früher als Besonderheit ein vor dem Gebäude untergebrachtes Kurbel-Stellwerk, das später eingehaust wurde. Ein Lagerhaus hatte zwei Anschlussgleise. Im August 2017 wurde der Haltepunkt umgebaut und der Bahnsteig neu gestaltet.

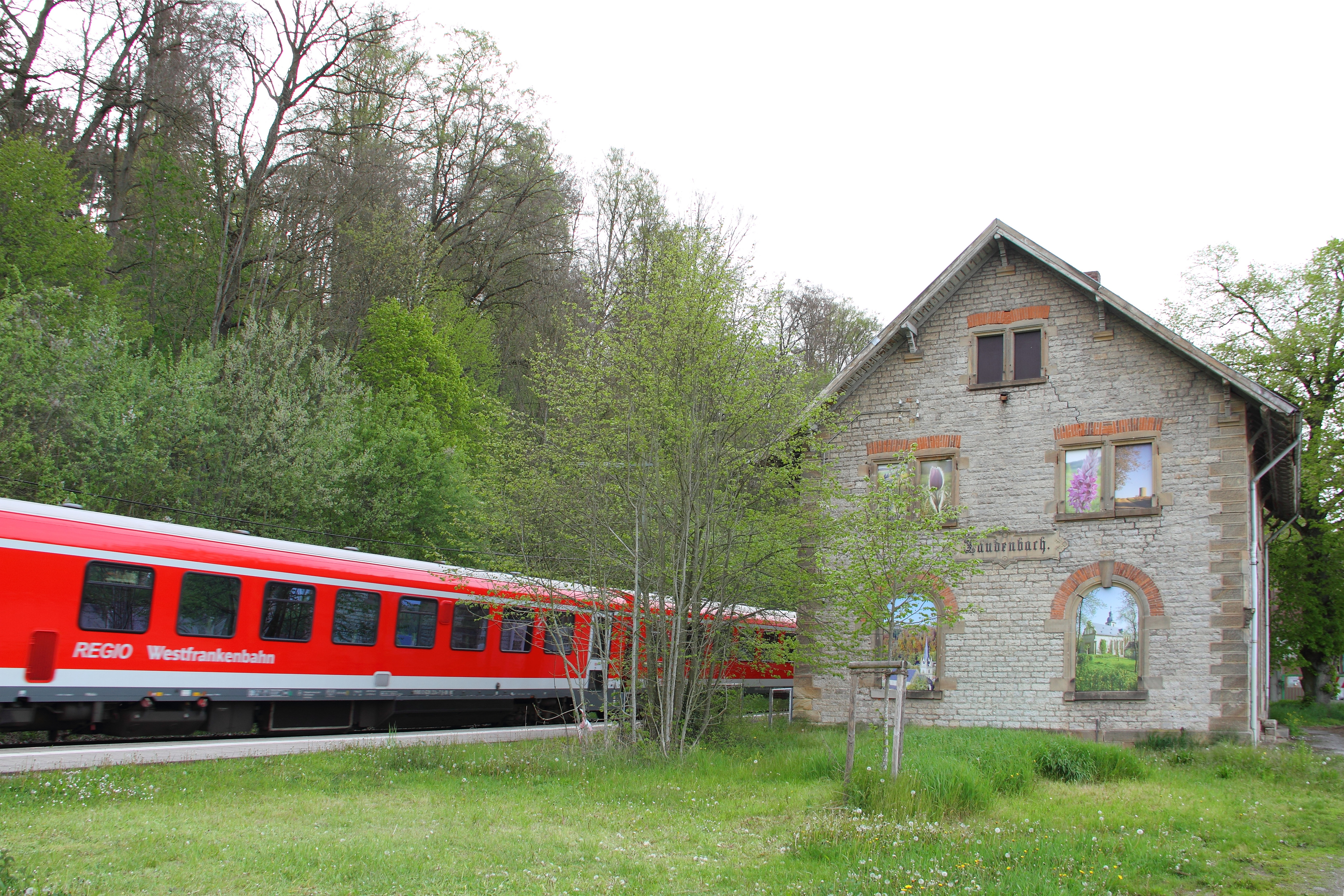
Haltepunkt Laudenbach (Württ)

Der Bahnübergang "alte Laudenbacherstraße in km 46.370 wurde 2023 erneuert, umgebaut und mit Schrankenanlage versehen.

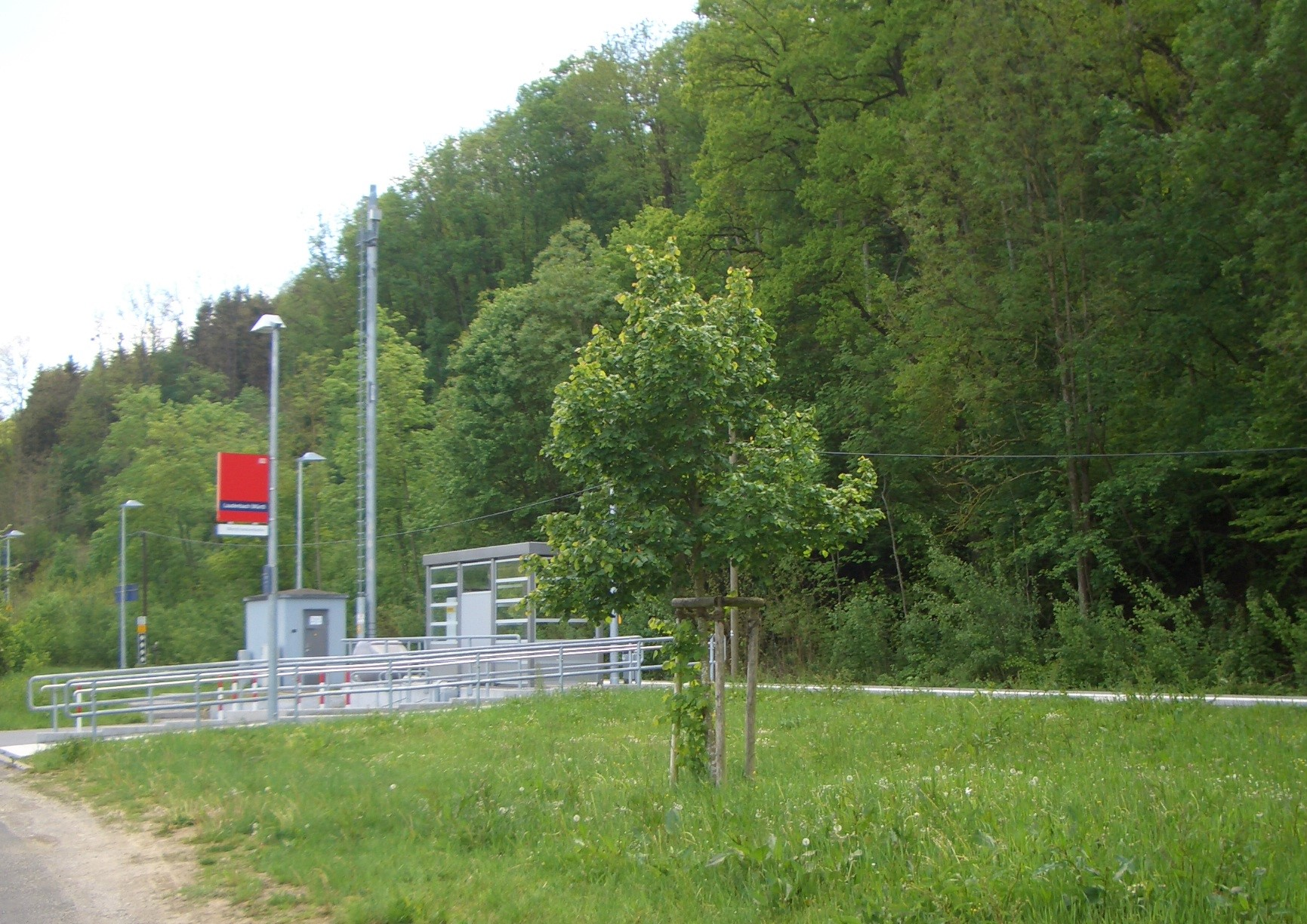
Neue Lage Haltepunkt
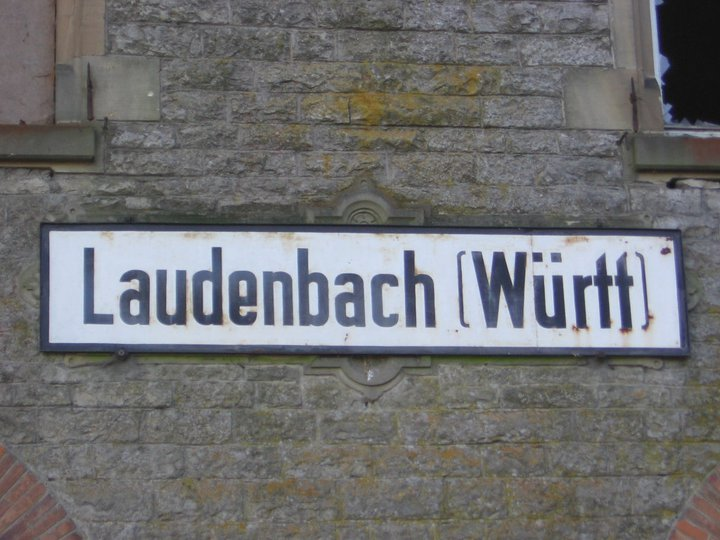
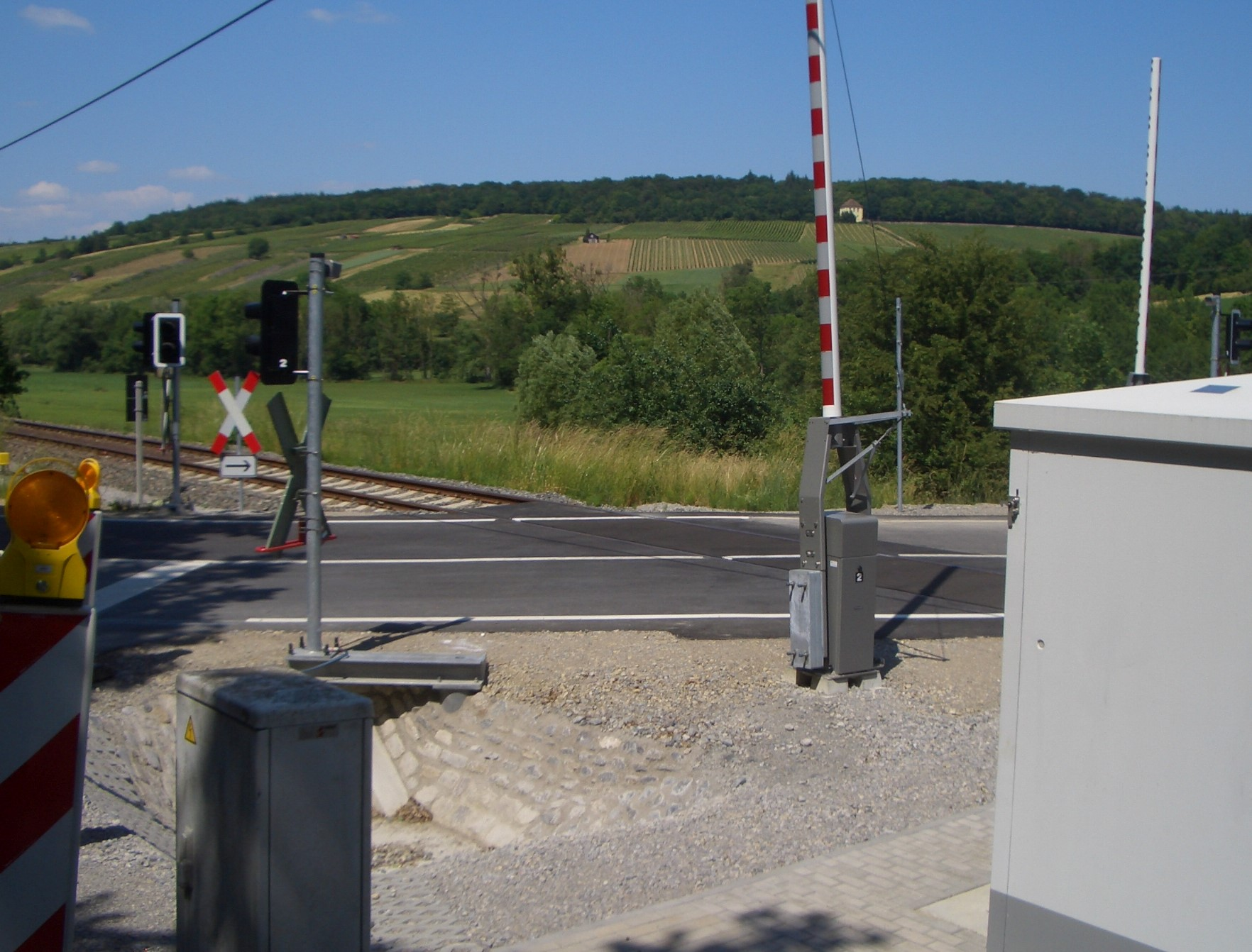
BÜ km 46.370

### Weikersheim
Der von 1867 bis 1870 errichtete Bahnhof befindet sich in der gleichnamigen Straße am Am Bahnhof 1 (⊙) in Weikersheim. Im Keilbahnhof, der zusammen mit den Königlich Bayerischen Staatseisenbahnen betriebenen wurde, zweigte vom 17. November 1909 bis zum 31. Mai 1992 die Nebenbahn nach Ochsenfurt ab, der gemeinsam betriebene Lokomotivschuppen stand im württembergischen Bahnhofsteil. 2011 wurde das denkmalgeschützte Gebäude verkauft und renoviert.
2023 wurde der Bahnsteig als Mittelbahnsteig mit Reisendensicherung (RESI) umgebaut. Der alte Bahnsteig wurde entfernt, das Gebäude mittels Zaun von dem Gleis 1 abgetrennt.

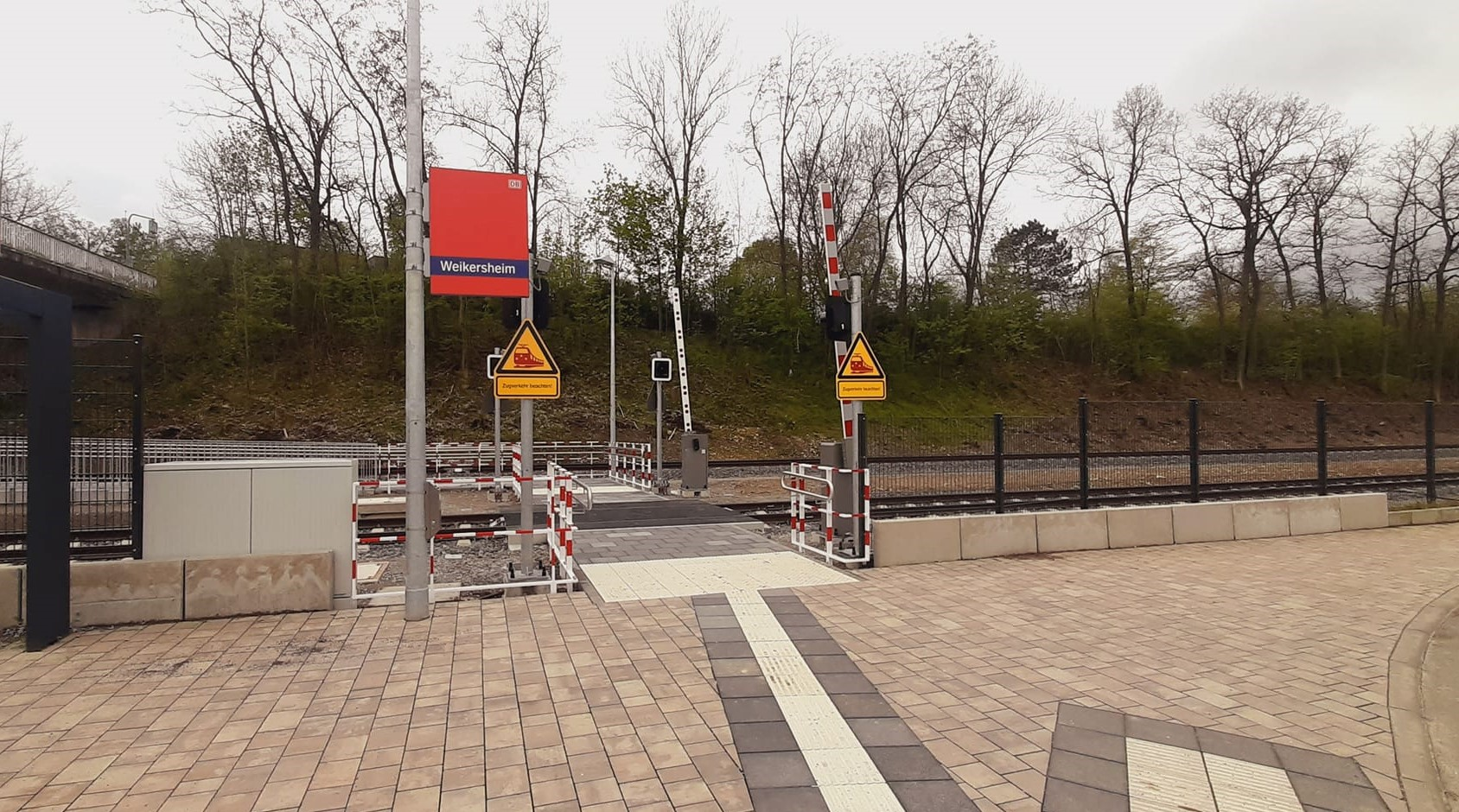
Bahnhof Zugang

### Elpersheim
Der Haltepunkt Elpersheim wurde 1902 errichtet. Im Jahre 1933 wurde der Haltepunkt Elpersheim vom Reichsarbeitsdienst neu gebaut und die bisherige Station außer Dienst gestellt – beide Gebäude bestehen noch heute. Beim heutigen Haltepunkt Elpersheim existierte einst ein Schrankenposten.

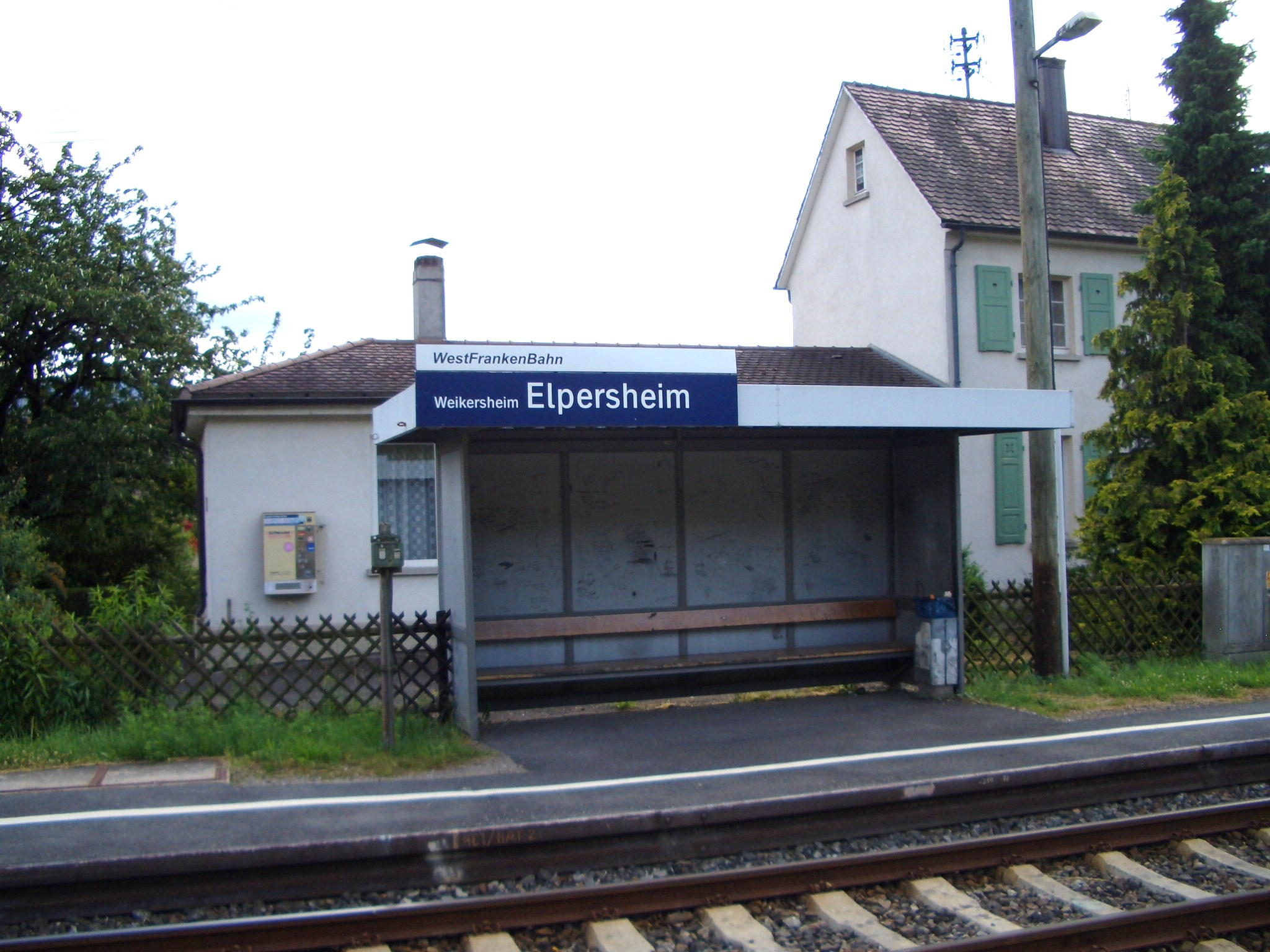
Haltepunkt
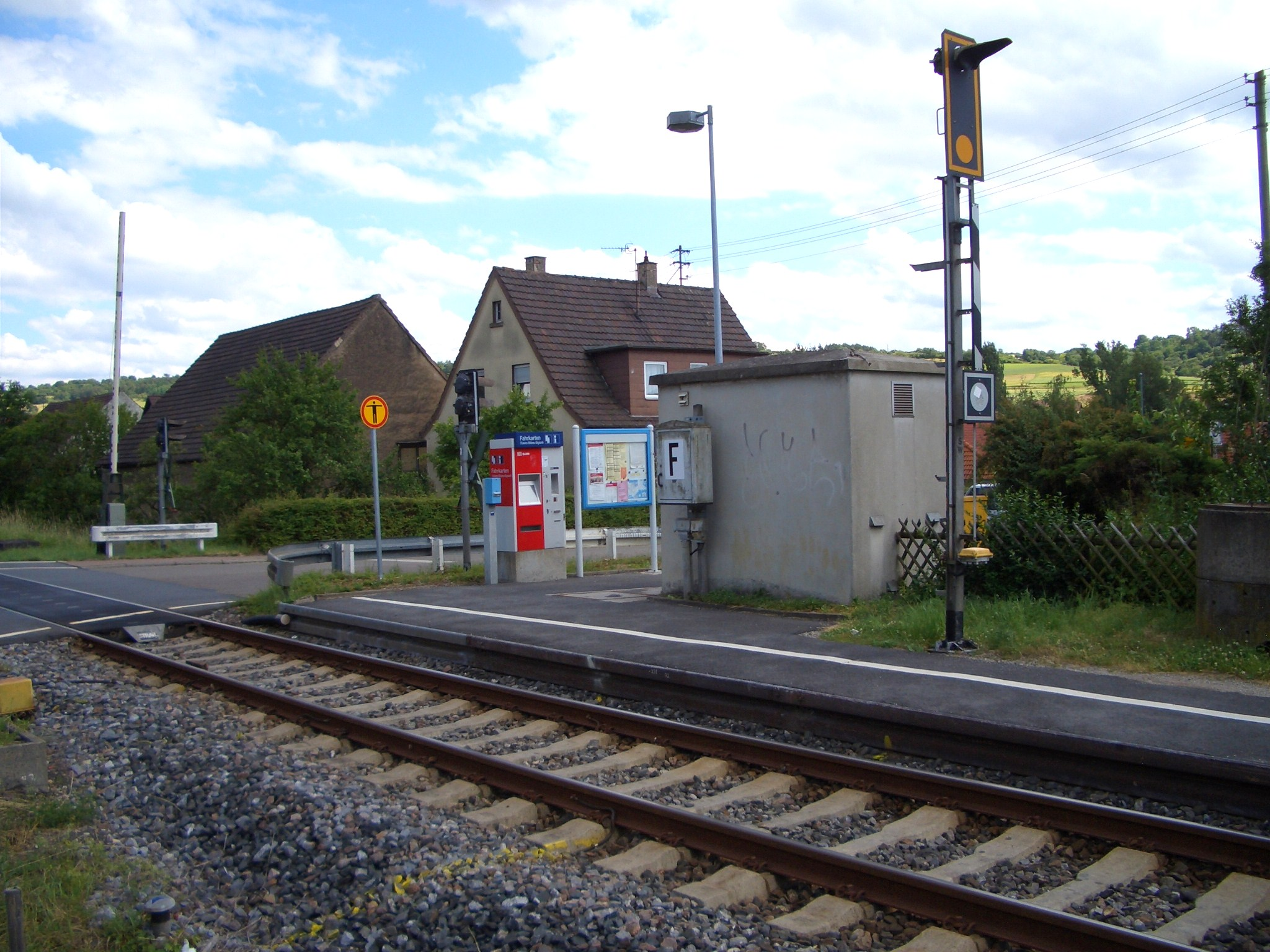
Bahnübergang
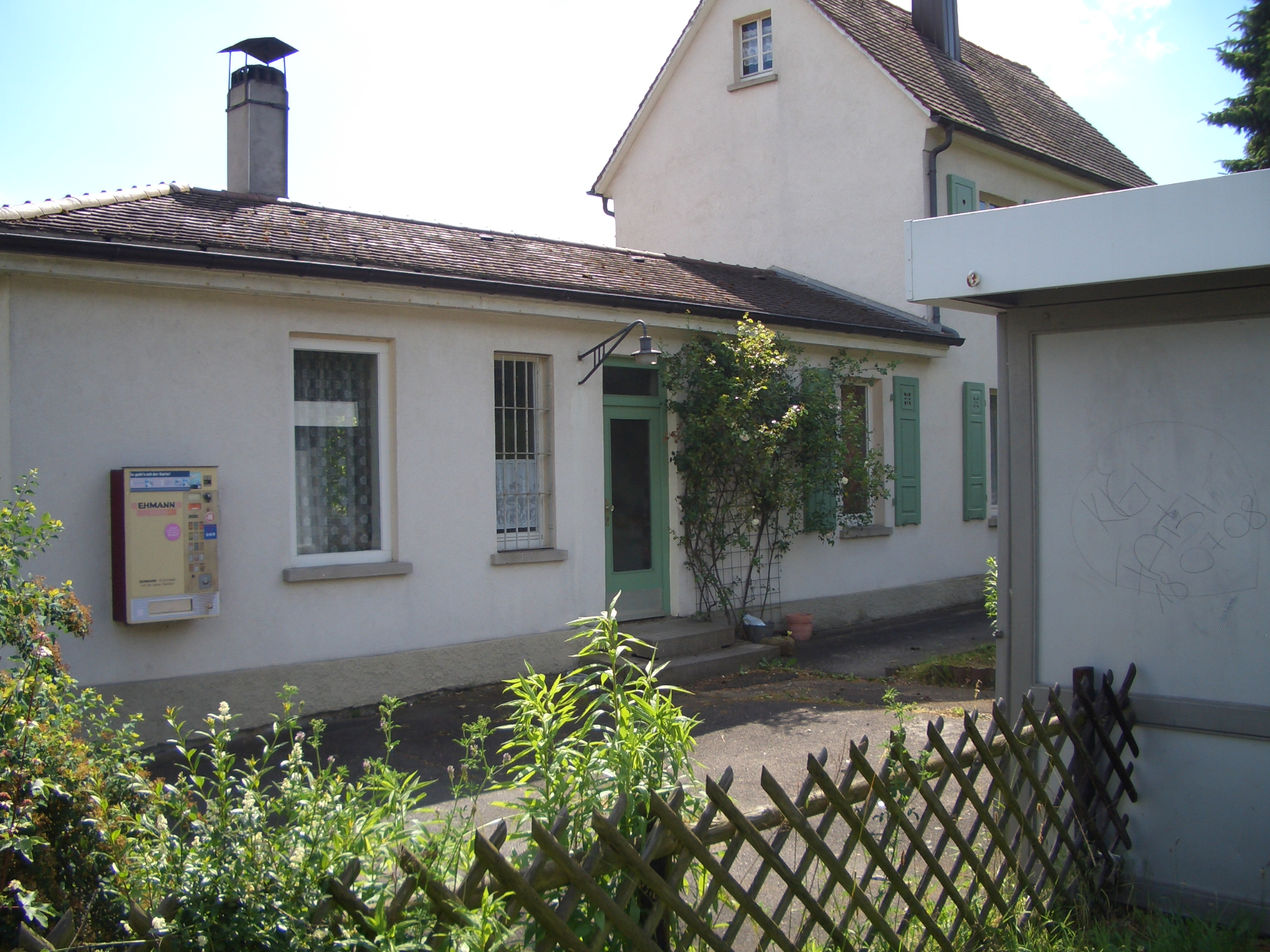
ehem. Bahnhof mit Warteraum

### Markelsheim

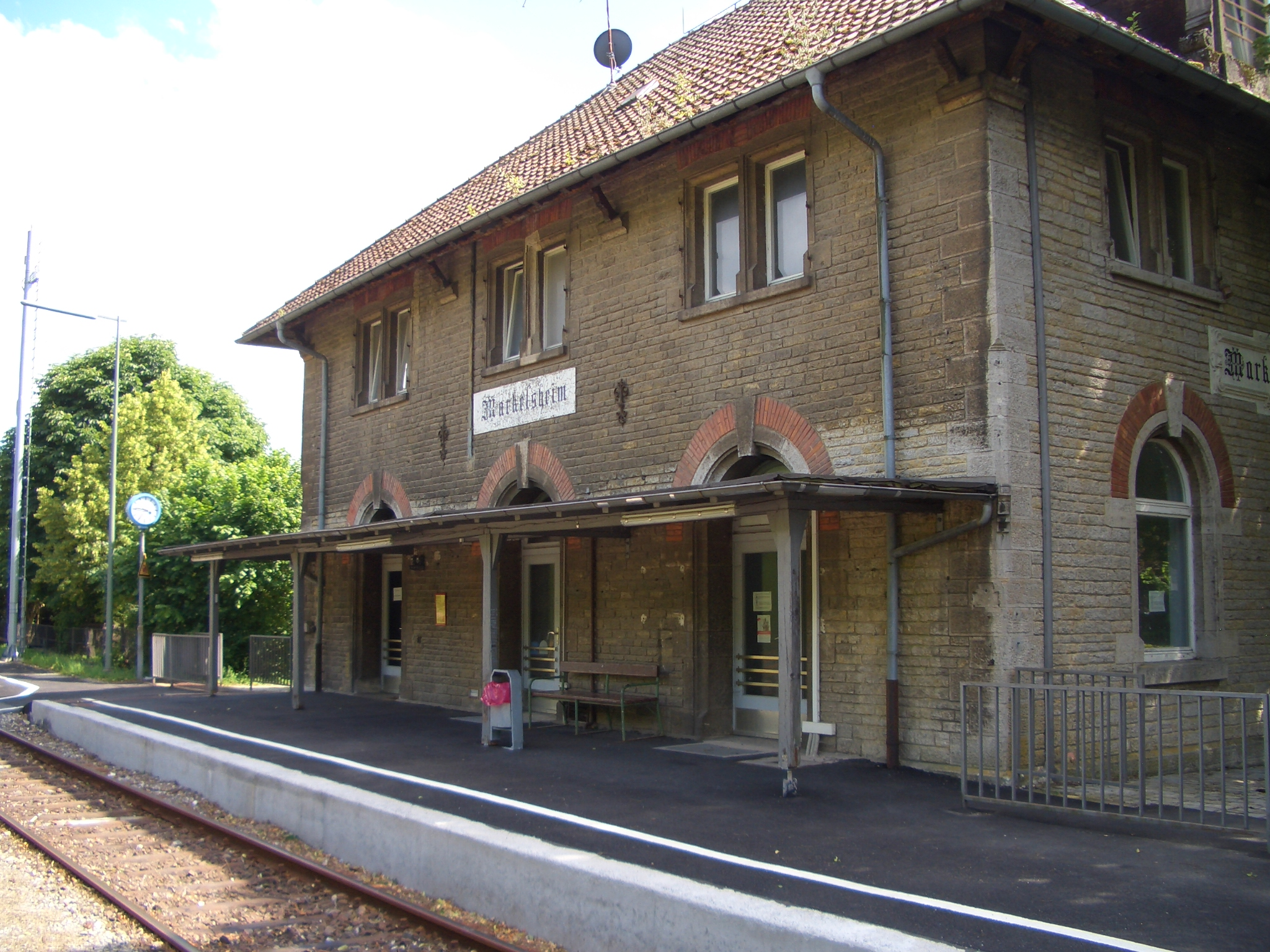
Bahnhof Markelsheim

Beim Bahnhof Markelsheim in der Bad Mergentheimer Straße 2 (⊙) liegen zwei Bahnübergänge in der Nähe. Das um 1870 errichtete Empfangsgebäude ist bis heute in seiner ursprünglichen Form erhalten geblieben.

### Igersheim

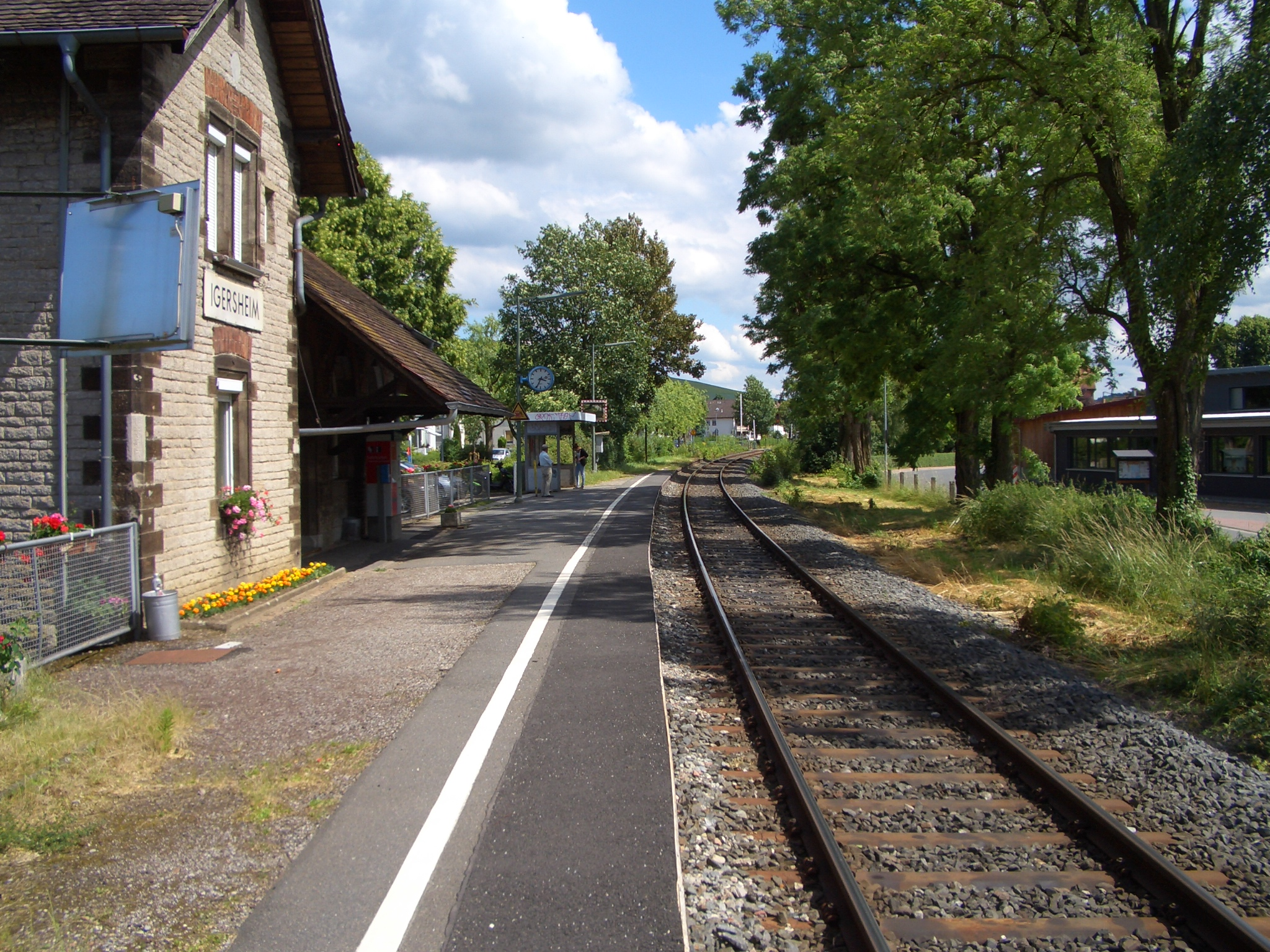
Haltepunkt Igersheim

Der ehemalige Bahnhof und heutige Haltepunkt Igersheim befindet sich in der Bahnhofstraße (⊙) in Igersheim. Früher gab es in Igersheim einen Schrankenwärter. 2019 wurde der Haltepunkt umfassend modernisiert und barrierefrei ausgebaut.

### Bad Mergentheim Kurpark
Der Haltepunkt wurde 1899 auf Kosten der Karlsbad-Gesellschaft beim Streckenkilometer 57,8 unter der Bezeichnung Mergentheim-Karlsbad (⊙) eigens für die Kurgäste eingerichtet und nur in der Zeit vom 1. Mai bis 30. September bedient. Der Fahrkartenverkauf erfolgte über einen Angestellten der Badverwaltung. Diese war auch für die Pflege und Instandhaltung des Haltepunktes samt Stationsgebäude zuständig. Einen ersten hohen Besuch hatte dieser am 17. Mai 1907, als hier König Wilhelm II und Königin Charlotte von Württemberg zur Einweihung der Wilhelmsquelle anreisten. Auch beim Kaisermanöver im September 1909 spielte die Station eine wichtige Rolle. In den Folgejahren gab es hier ein hohes Aufkommen an Kurgästen. Im Jahre 1940 erfolgte eine Umbenennung in Bad Mergentheim Kurpark, bevor die Station mit dem Ende des Zweiten Weltkrieges im Jahre 1945 aufgelassen und das Stationsgebäude in den 1950er Jahren abgebrochen wurde. An Fasching 1955 wurde von dort das Bad Mergentheimer Prinzenpaar mit seinem Gefolge mit einer Kleinlokomotive und einem Personenwagen zum Bahnhof Bad Mergentheim gefahren. Das war gleichzeitig die letzte bekannte Nutzung des Haltepunktes. An dessen Stelle befindet sich heute eine hölzerne Fußgängerüberführung von einem Parkplatz zur Solymar Therme.

### Bad Mergentheim

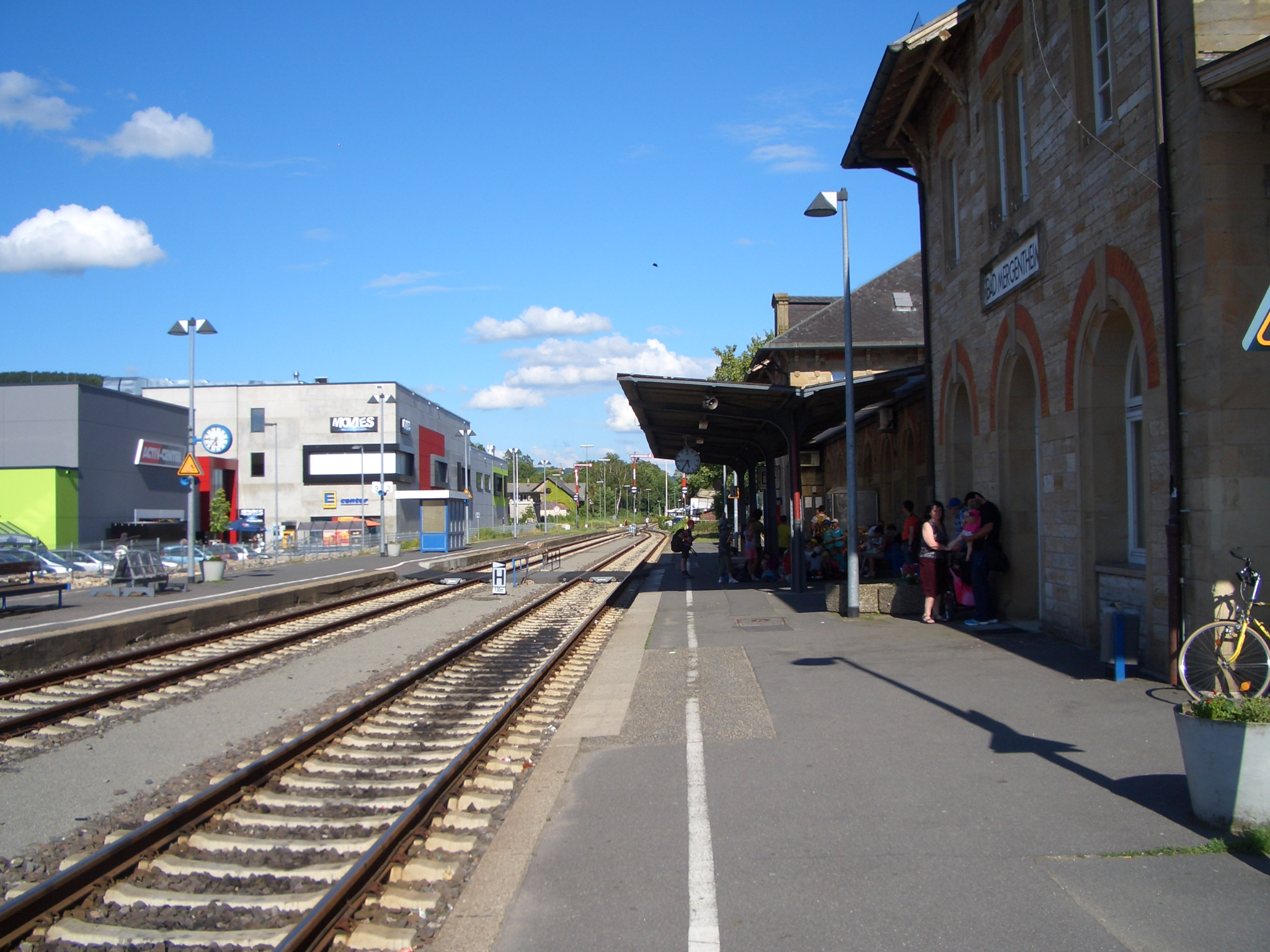
Bahnhof Bad Mergentheim

Der Bahnhof Mergentheim befindet sich in der Poststraße 1 (⊙) in Bad Mergentheim. Der Bahnhof wurde 1869 eröffnet und war ursprünglich Grenzbahnhof zwischen Württemberg und Baden. So zeigte der Uhrenturm auf dem Mitteltrakt des Empfangsgebäudes einmal die badische und einmal die württembergische „Bahnzeit“ an. Der Bahnhof bestand neben den Empfangsgebäude aus einer württembergischen Lokomotivremise, einer badischen Lokomotiv- sowie einer Wagenremise. Der Güterschuppen wurde gemeinsam genutzt. Renovierungsarbeiten veränderten den Mittelteil des Empfangsgebäudes.

### Edelfingen

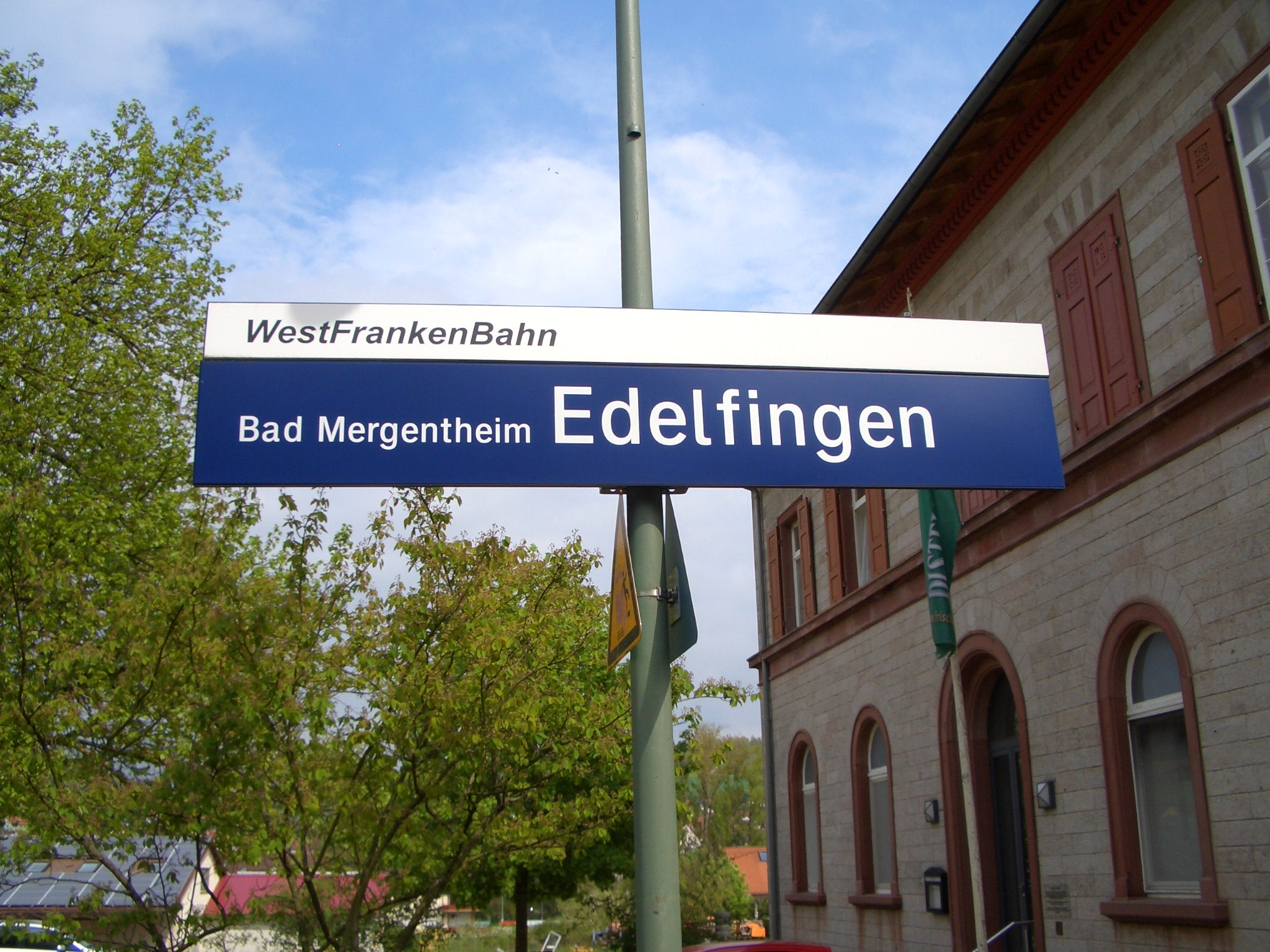
Haltepunkt Edelfingen

1869 wurde das Gebäude mit seiner heutigen Form gebaut und blieb bis 1993 im Besitz der Bahn. Heute ist es privat und zu einem Restaurant umgebaut. Im November 1992 erfolgte der Rückbau der Gleise 2 und 3. Mit dem Abzug des Bahnpersonals wurde der Bahnübergang in eine automatische Schrankenanlage umgebaut. Im Erdgeschoss des Gebäudes wurde eine Gaststätte eingerichtet, die 1997 bei einem Architekturwettbewerb eine Auszeichnung für beispielhaftes Bauen erhielt.

### Unterbalbach
Der Bahnhof Unterbalbach wurde einst als Agentur geführt und hatte Abfertigungsbefugnisse für Fahrkarten, Gepäck und Expressgut. Ablöser wurden vom Bahnhof Königshofen gestellt. Am 1. Oktober 1961 wurde die Agentur geschlossen. Das 1868/69 errichtete Empfangsgebäude wurde 1966 abgerissen, 1968 wurde ein Wartehäuschen als Unterstand aufgestellt, der Haltepunkt dann aber 1984 aufgelassen.

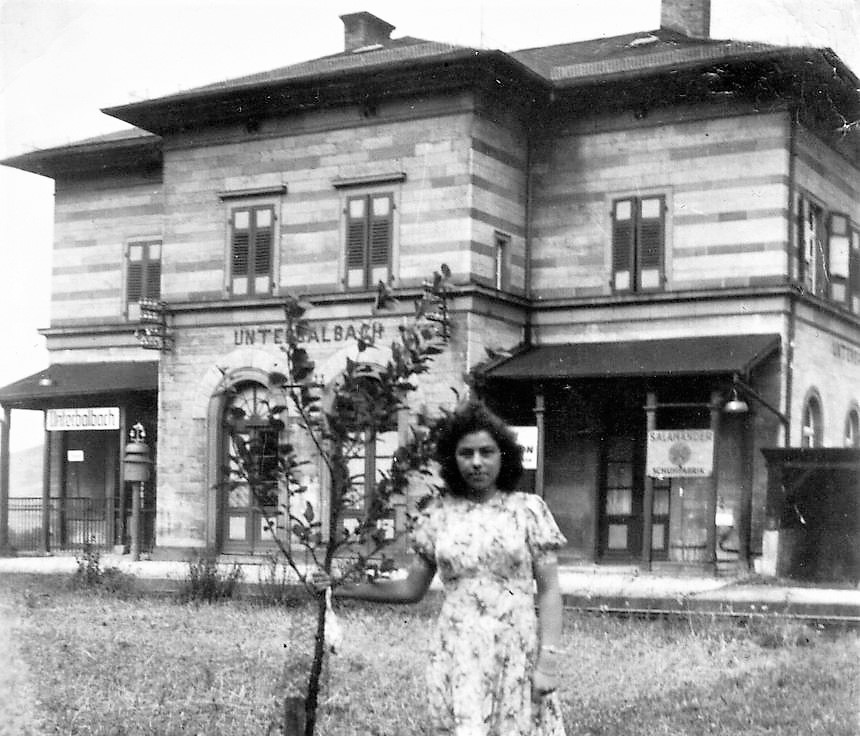
Empfangsgebäude

### Königshofen

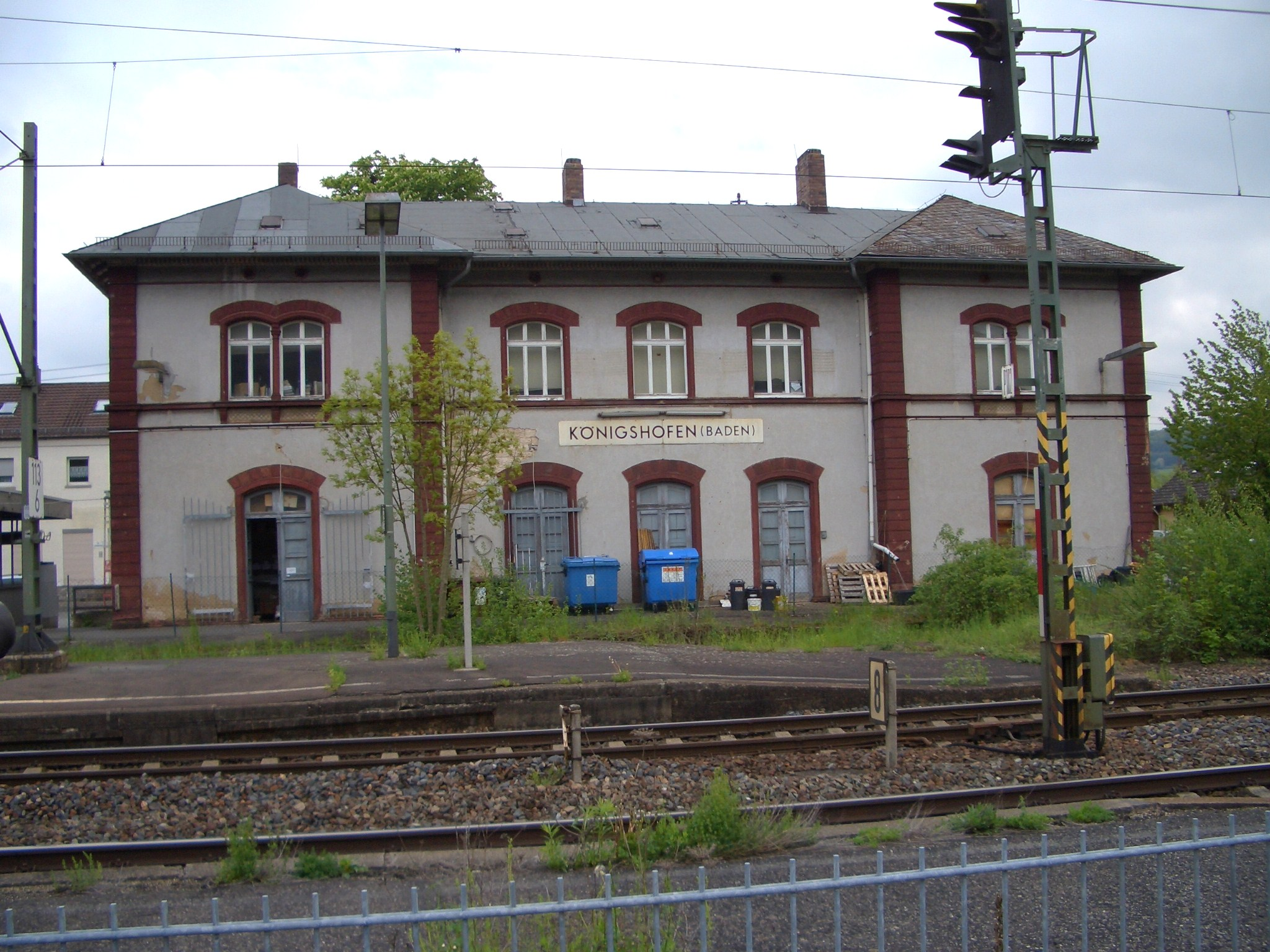
Ehemaliges Empfangsgebäude von Königshofen (Baden)

Das Empfangsgebäude von Königshofen (Baden) wurde 1866 errichtet und befindet sich in der Eisenbahnstraße 1 (⊙) in Königshofen, unweit der Mündung der Umpfer in die Tauber. Die Frankenbahn verlässt seit 1866 in Königshofen das Taubertal und zweigt ins Umpfertal ab. Die Bahnstrecke Königshofen–Crailsheim folgt hingegen seit 1869 dem Taubertal bis Weikersheim tauberaufwärts. Der Bahnhof erhielt in den 1970er Jahren sein heutiges Erscheinungsbild.

## Fahrzeugeinsatz
Auf der Strecke werden seit der Inbetriebnahme des Netz 11 zum Fahrplanwechsel im Winter 2019 ausschließlich Verbrennungstriebwagen der Baureihe 642 eingesetzt.

## Verkehr

### Personenverkehr
Für den Kurbetrieb in Mergentheim, seit 1926 Bad Mergentheim, hatte die Strecke von Beginn an eine große Bedeutung, so gab es ab Sommer 1939 eine Kurswagenverbindung von Berlin nach Bad Mergentheim. Ab 1968 wurde Bad Mergentheim wiederum mit ganzjährigen Kurswagen aus Hamburg und Dortmund bedient. Diese wurden erst 1988 beziehungsweise 1989 eingestellt.
Mit Wiederinbetriebnahme des Bahnhofs Satteldorf im Jahr 2007 wurde der Omnibusverkehr weiter auf die Bahnstrecke ausgerichtet und stark umstrukturiert sowie noch vorhandener Parallelverkehr abgebaut.
Seit Februar 2020 verkehrt nach den letzten Zügen ungefähr stündlich ein Bus-Ergänzungs-Verkehr in drei Abschnitten. Es gilt der reguläre Schienentarif, wobei Fahrkarten nicht im Bus, sondern nur über die Vertriebswege des Bahnverkehrs erworben werden können.

### Güterverkehr
Beachtlich war bis Mitte der 1990er Jahre der Güterverkehr zwischen Blaufelden (Anschluss Firma Sigloch) und Crailsheim mit circa 2.500 Wagen jährlich, dieser nahm jedoch nach Eröffnung des Frachtzentrums Köngen der Deutschen Post AG, das nicht über einen eigenen Gleisanschluss verfügt, am 6. März 1995 drastisch ab. Inzwischen wurde die Bedienung eingestellt.